# Guerre de la Ligue d'Augsbourg
Guerre de Neuf Ans
Pour les articles homonymes, voir Ligue et Guerre de la Ligue.
Guerre de la Ligue d’Augsbourg
Batailles
- Philippsbourg (1688)
- Sac du Palatinat (1689)
- Baie de Bantry (1689)
- Mayence (1689)
- Walcourt (1689)
- Fleurus (1690)
- Cap Béveziers (1690)
- La Boyne (1690)
- Limerick (1690)
- Staffarda (1690)
- Québec (1690)
- Coni (1691)
- Mons (1691)
- Leuze (1691)
- Aughrim (1691)
- La Hougue (1692)
- Namur (1692)
- Steinkerque (1692)
- Lagos (1693)
- Neerwinden (1693)
- La Marsaille (1693)
- Charleroi (1693)
- Saint-Malo (1693)
- Rivière Ter (1694)
- Palamós (1694)
- Camaret (1694)
- Texel (1694)
- Dieppe (1694)
- Bruxelles (1695)
- Namur (1695)
- Dogger Bank (1696)
- Carthagène (1697)
- Barcelone (1697)
- Baie d'Hudson (1697)

La guerre de la Ligue d'Augsbourg, également appelée guerre de Neuf Ans, guerre de la Succession palatine ou guerre de la Grande Alliance, a lieu de 1688 à 1697. D'anciens textes peuvent faire référence à la guerre de Succession d'Angleterre. En Amérique du Nord, cette guerre engendre la première guerre intercoloniale (1688–1697), appelée par l'historiographie anglaise la guerre du roi Guillaume, « King William's War, Second Indian War, Father Baudoin's War, Castin's War ». Ces nombreuses dénominations reflètent les points de vue nationaux des historiens contemporains ou anciens sur ce conflit.
Elle opposa le roi de France Louis XIV, allié à l'Empire ottoman et aux jacobites irlandais et écossais, à une large coalition européenne, la ligue d'Augsbourg menée par l'Anglo-Néerlandais Guillaume III, l'empereur du Saint-Empire romain germanique Léopold Ier, le roi d'Espagne Charles II, Victor-Amédée II de Savoie et de nombreux princes du Saint-Empire romain germanique. Ce conflit se déroula principalement en Europe continentale et dans les mers voisines, mais on y rattache le théâtre irlandais, où Guillaume III et Jacques II se disputèrent le contrôle des îles Britanniques, et une campagne limitée entre les colonies anglaises et françaises et leurs alliés autochtones en Amérique du Nord. Cette guerre fut la deuxième des trois grandes guerres de Louis XIV.
À la suite de la guerre de Hollande de 1678, Louis XIV, devenu le souverain le plus puissant d'Europe, avait agrandi le territoire du royaume, mais le Roi Soleil restait insatisfait. En usant d'une combinaison d'agressions, d'annexions et de moyens quasi légaux, dont le paroxysme fut la brève guerre des Réunions (1683–1684) lui donnant entre autres la Franche-Comté, Louis XIV chercha immédiatement à étendre ses gains pour stabiliser et renforcer les frontières du royaume. La trêve de Ratisbonne qui en résulta garantissait l'extension des frontières de la France pour Modèle:Obr. Toutefois les actions de Louis XIV, en particulier la révocation de l'édit de Nantes en 1685 et ses tentatives d'expansion au-delà du Rhin, entraînèrent une détérioration de sa domination militaire et politique. La décision royale de franchir le Rhin et d'assiéger Philippsbourg en septembre 1688 était destinée à empêcher une attaque contre la France par l'empereur Léopold Ier et à forcer le Saint-Empire romain germanique à accepter les revendications françaises. Cependant, l'empereur et les princes allemands étaient déterminés à résister, et après que le Parlement néerlandais et Guillaume III d'Orange-Nassau eurent déclaré la guerre à la France Louis XIV devait faire face à une puissante coalition résolue à contenir et restreindre ses ambitions.
Les combats principaux eurent lieu aux frontières françaises : dans les Pays-Bas espagnols, la Rhénanie, le duché de Savoie et la Catalogne. Le conflit fut dominé par des batailles de siège comme à Mons, Namur, Charleroi et Barcelone, tandis que les batailles rangées comme à Fleurus ou à La Marsaille furent plus rares. Ces engagements tournèrent souvent à l'avantage des armées françaises, mais à partir de 1696 la France dut faire face à une grave crise économique. Les puissances maritimes (Angleterre et Provinces-Unies) étaient également ruinées ; lorsque la Savoie quitta l'Alliance, toutes les parties furent d'accord pour trouver un compromis. D'après les termes du traité de Ryswick (1697), Louis XIV conservait toute l'Alsace, mais devait rendre la Lorraine et ses gains sur la rive droite du Rhin, et reconnaissait Guillaume III d'Orange-Nassau comme le roi légitime du royaume d'Angleterre. Cependant, la mort prochaine du roi Charles II d'Espagne et la question de sa succession allaient entraîner la France et la Grande Alliance dans un nouveau conflit, la guerre de Succession d'Espagne.

## Contexte (1678–1687)
Dans les années suivant la guerre de Hollande (1672–1678), le roi Louis XIV, alors au sommet de sa puissance, entreprit d'imposer une unité religieuse à la France et d'étendre ses frontières. Pour autant, il ne souhaitait plus mener une politique militariste flexible du type qu'il avait utilisé en 1672, et compta sur la réelle supériorité militaire française pour réaliser ses desseins politiques. Proclamé le « roi Soleil », Louis XIV, conscient qu'il n'avait pas réussi à réaliser ses objectifs stratégiques contre les Néerlandais, décida de privilégier les menaces à la guerre ouverte pour intimider ses voisins et parvenir à ses fins.
Son secrétaire d'État de la Guerre, Louvois, son ministre des Affaires étrangères, Colbert de Croissy, et son stratège militaire Vauban développaient la politique défensive de la France. Vauban avait prévu la mise en place d'un réseau de puissantes forteresses aux frontières permettant de bloquer les ennemis de Louis XIV. Pour mettre en place un système efficace, il fallait cependant conquérir une frontière linéaire. Cette rationalisation des frontières rendrait la France plus facilement défendable, tout en renforçant une véritable unité nationale. Néanmoins, l'usage de la force pour mener une telle politique défensive constituait le principal paradoxe de cette politique. Il parvint à conquérir les territoires nécessaires à travers la politique des Réunions, combinant l'arrogance, les menaces et les moyens légaux.

### Les Réunions

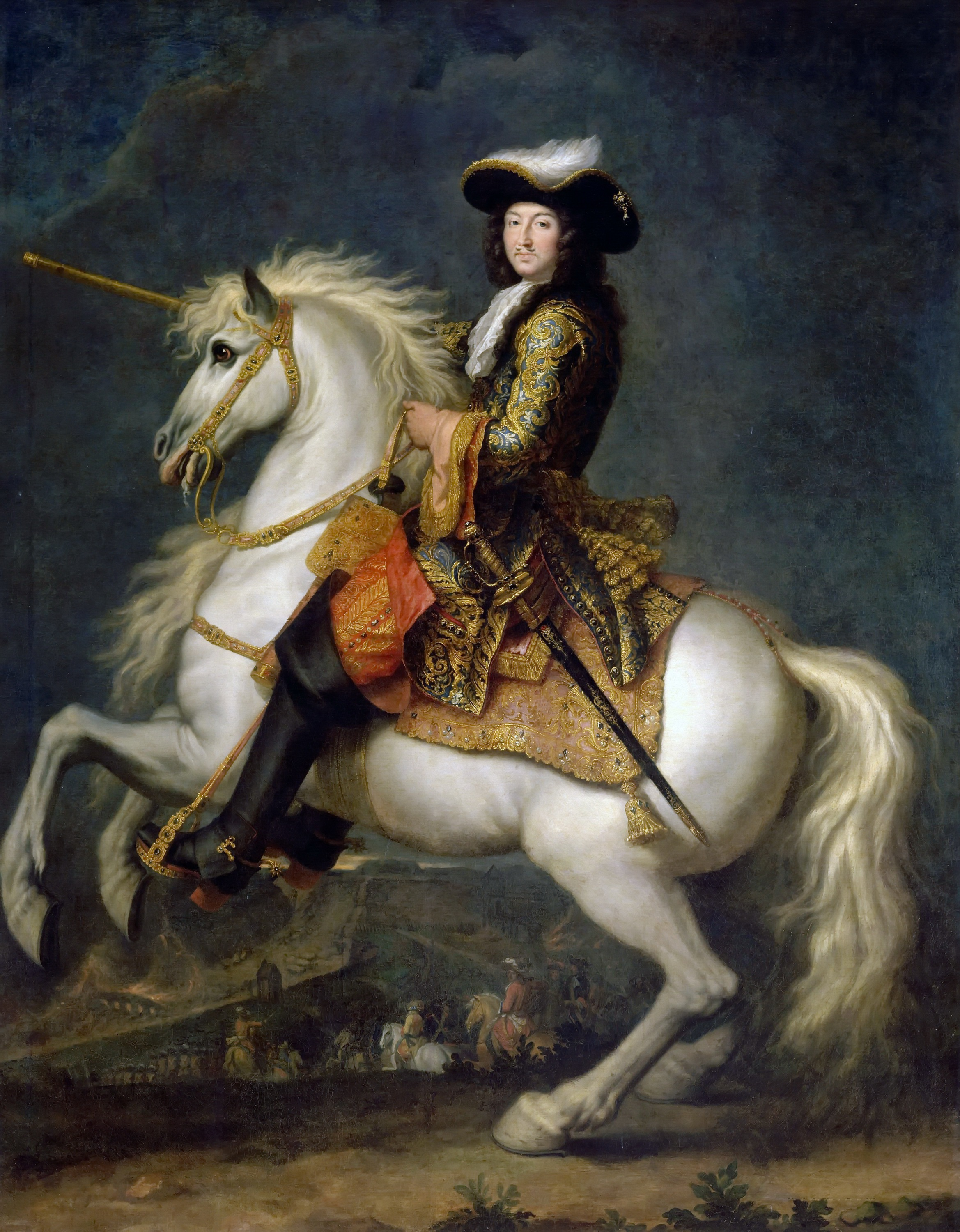
Portrait équestre de Louis XIV (1638–1715). Le « Roi-Soleil » était alors le souverain le plus puissant d'Europe.

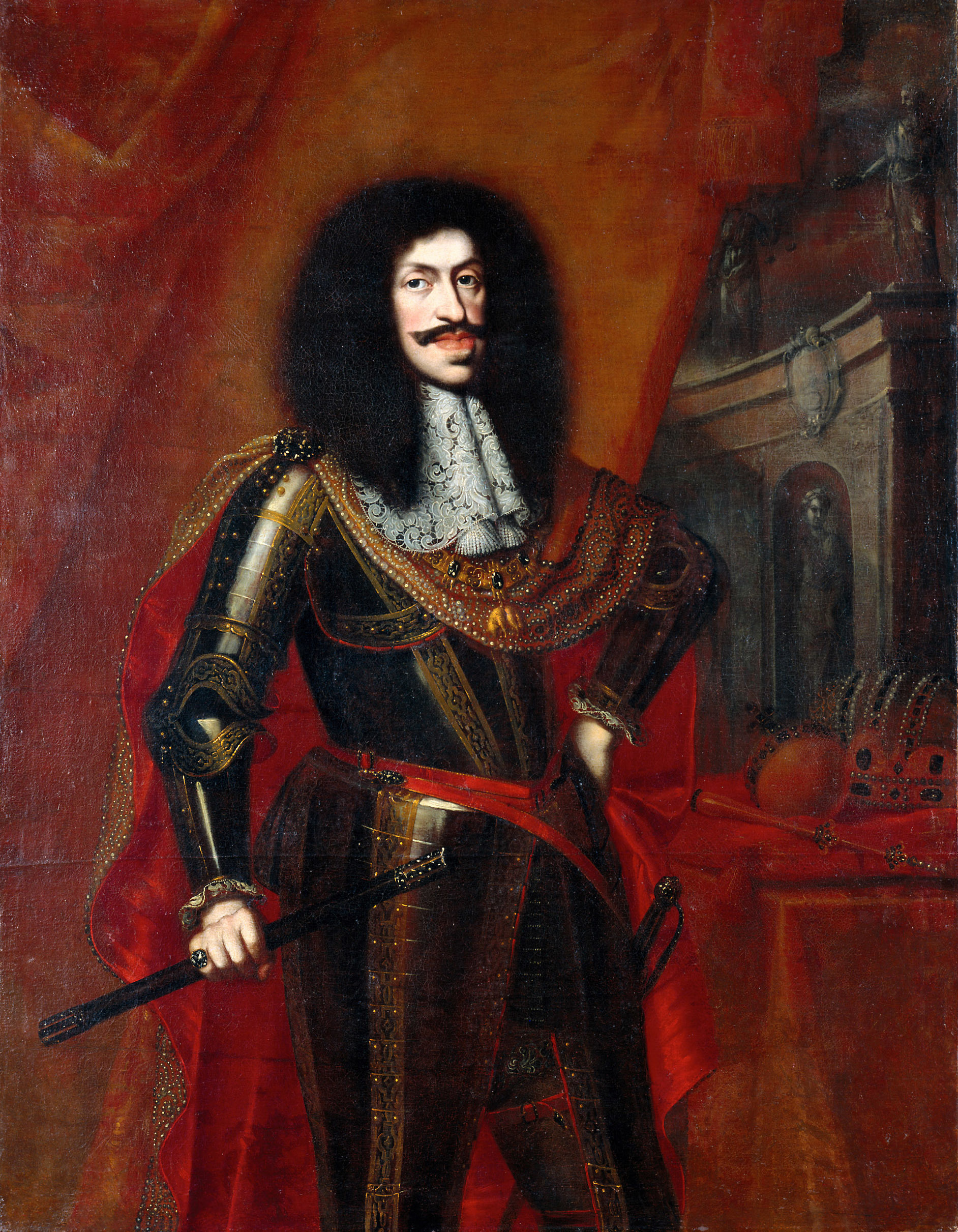
L'empereur Léopold Ier (1640–1705) du Saint-Empire romain germanique par Benjamin Block.

Les traités de Nimègue et de Westphalie fournissaient à Louis XIV une argumentaire juridique à sa politique des Réunions. Ces traités accordaient de nouveaux territoires à la France, mais leurs formulations ambigües les rendaient imprécis, contradictoires, ne spécifiant jamais précisément l'emplacement de la frontière entre le royaume de France et l'Empire. Cette imprécision mena à des interprétations multiples des traités, causes de querelles interminables dans les zones frontalières. La machinerie nécessaire à la résolution de ces ambiguïtés territoriales existait déjà par l'intermédiaire des Parlements de Metz (techniquement la seule chambre de réunion), de Besançon et une cour supérieure à Brisach, respectivement chargés de la Lorraine, de la Franche-Comté et de l'Alsace. Sans surprise, ces cours tranchaient souvent en faveur de Louis XIV. En 1680 le disputé comté de Montbéliard avait été séparé du duché de Wurtemberg, et en août Louis XIV contrôlait toute l'Alsace à l'exception de Strasbourg. La chambre des réunions de Metz avait émis des revendications sur les terres autour des Trois-Évêchés de Metz, Toul et Verdun et sur une grande partie du duché de Luxembourg alors sous contrôle espagnol. La forteresse de Luxembourg était d'ailleurs mise sous blocus, et l'objectif était d'en faire un maillon du réseau défensif français.
Le 30 septembre 1681 les troupes françaises s'emparent de Strasbourg et de son avant-poste sur la rive droite du Rhin, Kehl, utilisée par les unités impériales lors des dernières phases de la guerre de Hollande. Le même jour, les unités françaises avancent sur Casale Monferrato dans le Nord de l'Italie. Cette forteresse ne fut pas prise par le processus des Réunions mais avait été achetée auparavant par Charles III Ferdinand de Mantoue. Cette ville, avec Pignerol (occupé depuis la guerre de Succession de Mantoue), permettait à la France de contrôler Victor-Amédée II, le duc de Savoie et de menacer le duché de Milan sous contrôle espagnol. Toutes les revendications et les annexions des Réunions étaient d'importants points stratégiques de circulation entre la France et ses voisins, et ils furent tous immédiatement fortifiés par Vauban et incorporés dans son système de forteresses.
Ainsi, les Réunions découpaient des morceaux du territoire allemand, tandis que les annexions établissaient la puissance française en Italie. En cherchant à construire une frontière infranchissable, Louis XIV inquiétait tellement les autres nations européennes que la guerre qu'il souhaitait éviter devenait inévitable. Seuls deux hommes d'État avaient assez de puissance pour pouvoir s'opposer à Louis XIV : Guillaume III d'Orange, stathouder des Provinces-Unies et chef naturel de l'opposition protestante, et l'empereur Léopold Ier du Saint-Empire romain germanique, chef évident des forces anti-françaises en Allemagne et des catholiques. Mais si Guillaume et Léopold voulaient intervenir, toute réelle opposition conjointe en 1681 – 1682 était impossible : la bourgeoisie d'Amsterdam refusait tout nouveau conflit avec la France. Ils étaient également pleinement conscients de la faiblesse actuelle, non seulement de l'Espagne mais également de l'Empire, dont un certain nombre de princes importants : de Mayence, de Trèves, de Cologne, de Saxe et de Bavière, ainsi que l'influent Frédéric-Guillaume Ier de Brandebourg restaient favorables à la France.

### Combattre sur deux fronts
Depuis l'intervention de Léopold Ier dans la guerre de Hollande, le roi de France considère l'empereur comme un dangereux ennemi ; pourtant Louis XIV avait peu de raisons de le craindre : Léopold Ier était faible en Allemagne et était menacé par l'Empire ottoman aux portes de la Hongrie royale. Louis XIV avait soutenu les Ottomans dans leur avancée sur les terres de la maison des Habsbourg et avait assuré à la Sublime Porte qu'il ne soutiendrait pas l'empereur. Il avait également demandé (sans succès) au roi de Pologne Jean III Sobieski de ne pas se joindre à Léopold Ier, et encouragea les princes de Transylvanie et de Hongrie à rejoindre les forces ottomanes pour se libérer du pouvoir des Habsbourg. Lorsque les Turcs assiégèrent Vienne au printemps 1683, Louis XIV ne fit rien pour soutenir les défenseurs.
Prenant avantage de la menace ottomane à l'est, Louis XIV envahit les Pays-Bas espagnols le 1er septembre 1683, et relança le siège de Luxembourg qu'il avait abandonné l'année précédente. Les Français demandaient à l'empereur et à Charles II d'Espagne de reconnaître la légalité des récentes Réunions, mais les Espagnols refusèrent de voir une autre de leurs possessions tomber entre les mains françaises. Les options militaires de l'Espagne étaient limités, mais la défaite des Ottomans devant Vienne le 12 septembre l'encouragea. Dans l'espoir que Léopold Ier pourrait faire la paix avec les Turcs et venir à son aide, Charles II déclare la guerre à la France le 26 octobre. Cependant l'empereur a décidé de poursuivre la guerre contre les Ottomans dans les Balkans et arrive à un compromis à l'ouest. Léopold Ier ne souhaitant pas combattre sur deux fronts, un fort mouvement neutre dans les Provinces-Unies liant les mains de Guillaume, et l'électeur de Brandebourg étant obstinément attaché à son alliance avec Louis XIV, une victoire française totale était inévitable.
La guerre des Réunions fut brève et dévastatrice. Avec la chute de Courtrai au début du mois de novembre 1683 suivie par celle de Dixmude en décembre et la reddition de Luxembourg en juin 1684, Charles II fut forcé d'accepter la proposition de paix de Louis XIV. La trêve de Ratisbonne, signée le 15 août par la France d'un côté et par l'Espagne et l'empereur de l'autre, marquait la cession de Strasbourg, de Luxembourg et des gains des Réunions à la France (Courtrai et Dixmude étaient rendus à l'Espagne). Ce n'était pas une paix définitive mais une trêve de 20 ans. Cependant Louis XIV avait des raisons d'être satisfait : l'empereur et les princes allemands étaient occupés en Hongrie, tandis que dans les Provinces-Unies Guillaume d'Orange restait isolé et impuissant, particulièrement à cause du sentiment pro-français à Amsterdam.

### La persécution des huguenots

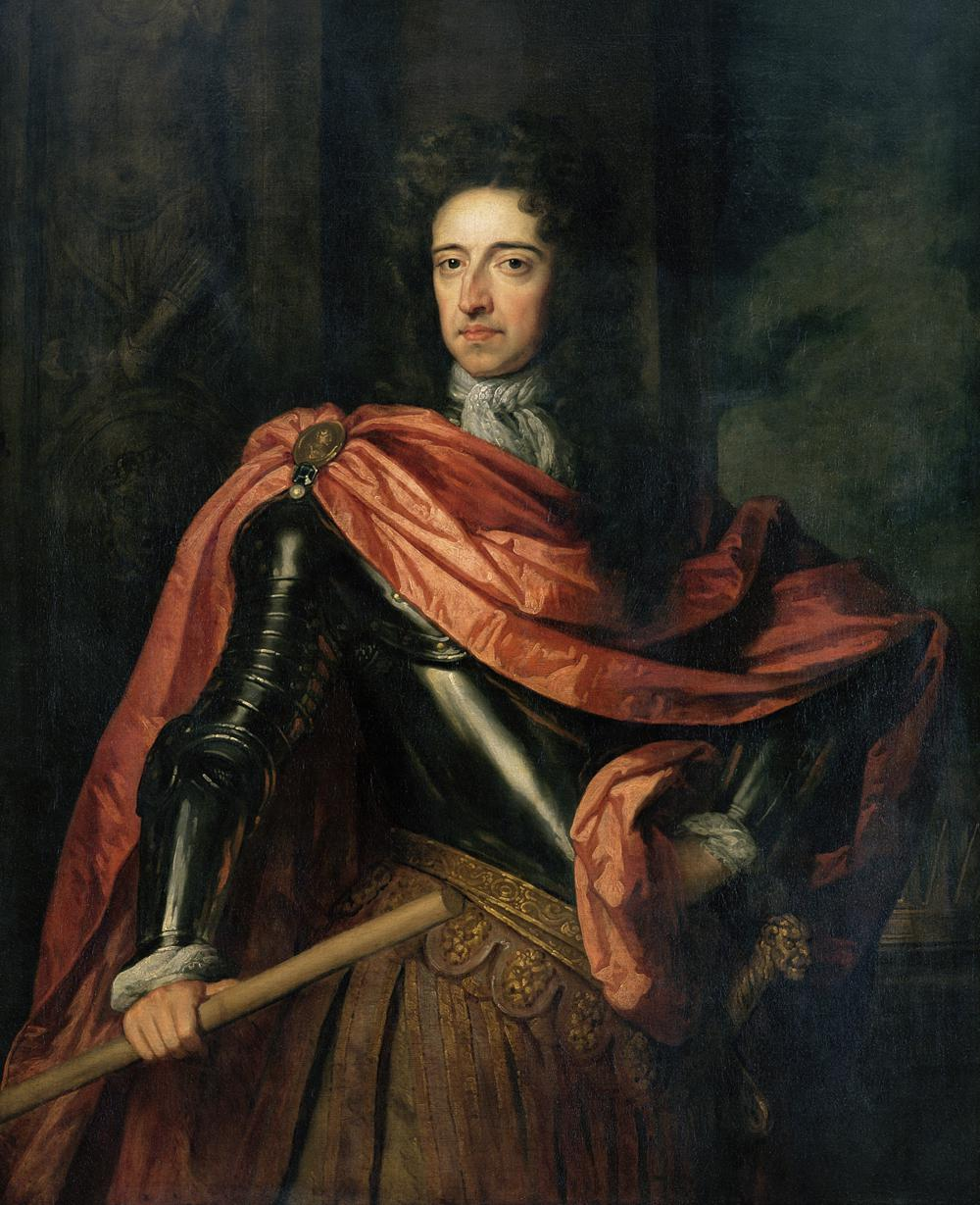
Guillaume d'Orange (1650–1702), représenté ici en tant que roi Guillaume III d'Angleterre par Sir Godfrey Kneller.

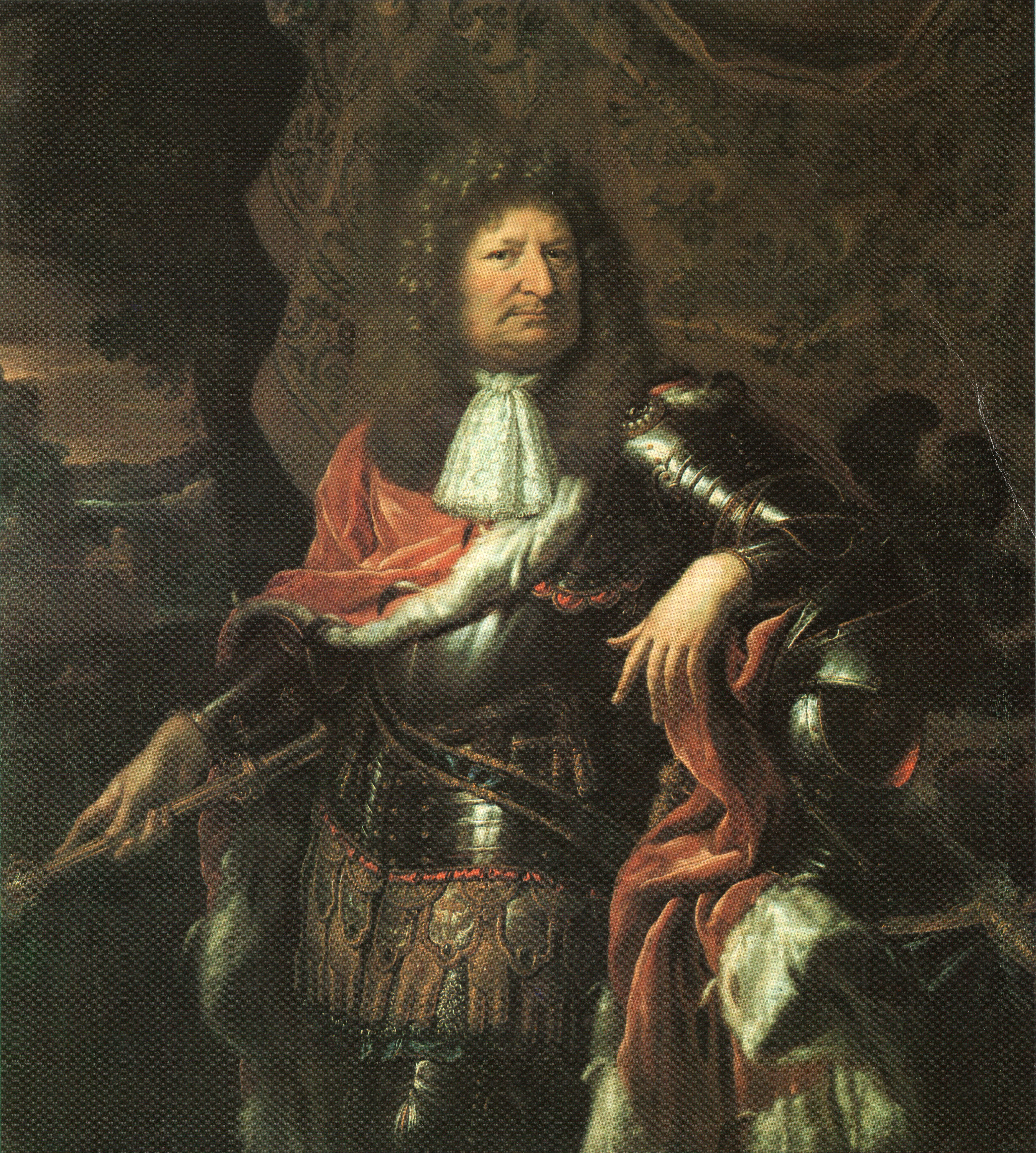
Frédéric-Guillaume Ier de Brandebourg (1620–1688). Son successeur et fils Frédéric Ier de Prusse se révélera être l'un des plus fidèles alliés de Guillaume d'Orange.

À Ratisbonne en 1684, la France était en position d'imposer sa volonté à ses voisins. Cependant, après 1685 sa position diplomatique et militaire commença à se détériorer. L'une des principales causes de cet affaiblissement fut la révocation de l'édit de Nantes et la dispersion de la communauté protestante de France. Plus de 200 000 huguenots se réfugièrent en Angleterre, dans les Provinces-Unies, en Suisse et en Allemagne, rapportant les histoires de persécutions commises par le monarque de Versailles. Les conséquences sur la France de la perte de cette communauté sont discutables, mais sa fuite aida à la destruction du sentiment pro-français dans les Provinces-Unies, non seulement du fait de leur protestantisme mais parce que la fuite des marchands huguenots et le harcèlement des marchands néerlandais vivant en France affectait grandement le commerce franco-néerlandais. Les persécutions eurent un autre effet sur l'opinion publique néerlandaise : la conduite du roi catholique de France les rendaient inquiets quant à l'attitude de Jacques II, le nouveau roi catholique d'Angleterre. Beaucoup à La Haye considéraient que Jacques II était plus proche de son cousin Louis XIV que de son neveu Guillaume, et cela engendra de la suspicion qui se transforma en hostilité entre les deux États. Les revendications apparemment sans fin de Louis XIV associées aux persécutions contre les protestants permirent à Guillaume d'Orange et à son parti de prendre l'ascendant dans la République néerlandaise, pour finalement l'autoriser à mettre en place son projet de longue date d'alliance contre la France.
Bien que Jacques II ait permis aux huguenots de s'implanter en Angleterre, il conservait des relations amicales avec son coreligionnaire Louis XIV, réalisant l'importance de cette amitié pour la mise en place de ses mesures pro-catholiques en dépit des inquiétudes de la majorité protestante. Cependant la présence des huguenots donna un coup d'accélérateur au discours anti-français, et ils rejoignirent les éléments hostiles à Jacques II. De plus, la rivalité des ambitions commerciales françaises et anglaises en Amérique du Nord avait causé de fortes tensions entre les deux pays. L'antagonisme français se concentrait sur la Compagnie de la Baie d'Hudson et les colonies de Nouvelle-Angleterre, tandis que les Anglais considéraient que les prétentions françaises en Nouvelle-France empiétaient sur leurs propres possessions. Cette rivalité s'étendit de l'autre côté du monde où les Compagnie des Indes orientales françaises et anglaises étaient déjà embarquées dans les hostilités.
La persécution des huguenots eut un impact très négatif en Allemagne sur les princes protestants, qui considéraient que Louis XIV était leur allié contre les pratiques intolérantes des Habsbourg catholiques. L'électeur du Brandebourg répondit à la révocation de l'édit de Nantes par l'édit de Potsdam invitant tous les huguenots à s'installer dans le Brandebourg-Prusse. Les motivations religieuses ne furent pas les seules à le détourner de l'allégeance à la France. Louis XIV avait des prétentions sur le palatinat du Rhin au nom de sa belle-sœur Élisabeth-Charlotte, présageant d'autres acquisitions en Rhénanie. Par conséquent, Frédéric-Guillaume refusa les subventions françaises avec mépris et signa des accords avec Guillaume d'Orange, l'empereur et le roi Charles XI de Suède avec lequel il avait un différend en Poméranie.
La révocation de l'édit de Nantes eut également des conséquences dans le Piémont. À partir de leur citadelle de Pignerol, les Français pouvaient exercer une forte pression sur le duc de Savoie pour le forcer à persécuter sa propre communauté protestante, l'Église évangélique vaudoise. Cette menace permanente d'interférence et d'intrusion dans ses affaires intérieures inquiétait Victor-Amédée, et à partir de 1687 la politique du duc devint de plus en plus anti-française. Les critiques du régime de Louis XIV se répandirent dans toute l'Europe. La trêve de Ratisbonne, puis la révocation de l'édit de Nantes, étaient une source d'inquiétude sur les véritables intentions du roi de France, et beaucoup s'inquiétaient d'une éventuelle volonté hégémonique : l'union des couronnes d'Espagne et d'Allemagne avec celle de France. En conséquence, les représentants de l'empereur, des princes du Sud de l'Allemagne, de l'Espagne (motivée par l'attaque de 1683 et la trêve imposée de 1684) et de la Suède (en tant que princes d'Empire) se rencontrèrent à Augsbourg pour former une union défensive en juillet 1686. Le pape Innocent XI, irrité par le soutien français aux Ottomans, donna un soutien secret à cette alliance.

## Prélude: 1687–1688

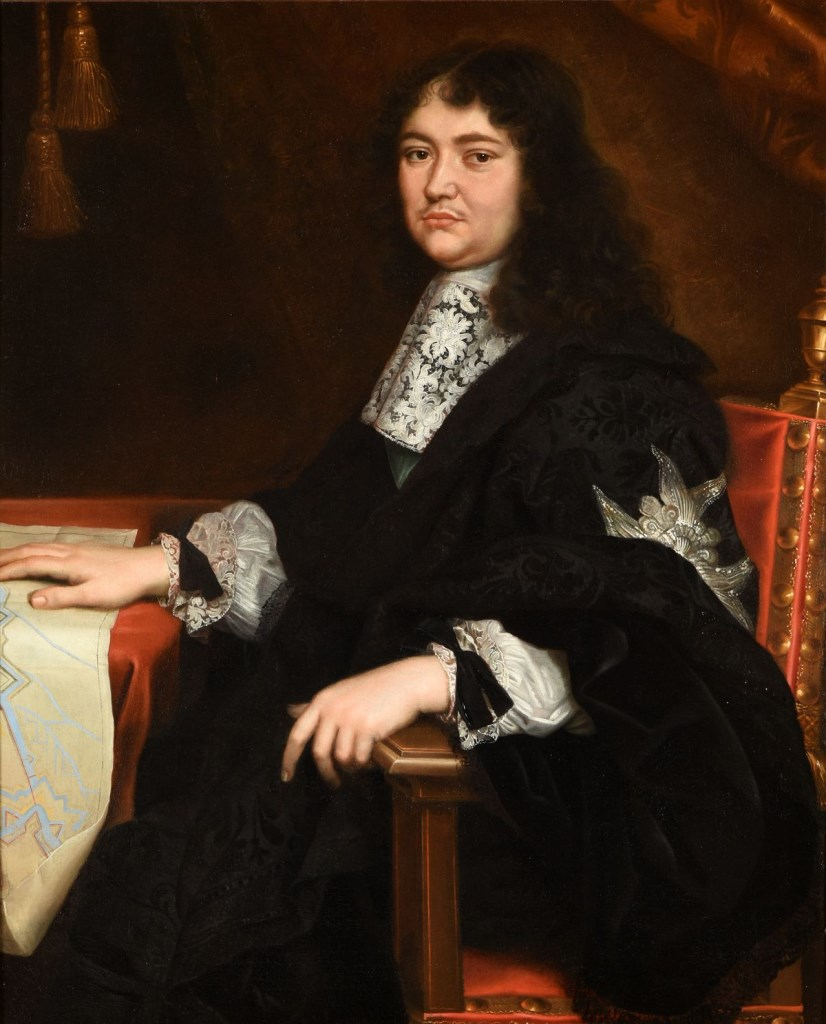
François Michel Le Tellier de Louvois (1641–1691), le ministre de la Guerre de Louis XIV au sommet de sa puissance. Peinture de Pierre Mignard.

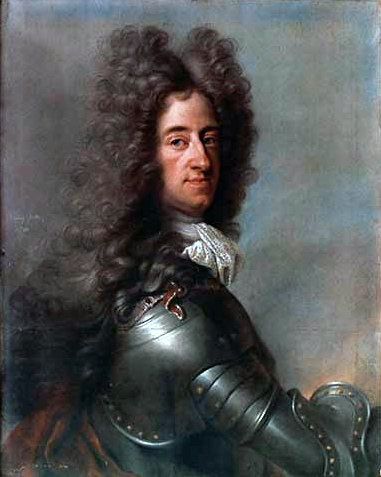
L'électeur de Bavière Maximilien-Emmanuel (1662–1726) par Joseph Vivien.

La ligue d'Augsbourg n'avait pas de grands moyens militaires ; l'Empire et ses alliés au sein de la Sainte Ligue continuaient le combat contre les Ottomans, et beaucoup de princes allemands n'étaient pas enclins à rompre avec les Français. Néanmoins, Louis XIV observait avec appréhension les avancées de Léopold Ier contre les Turcs. Les victoires des Habsbourg le long du Danube en septembre 1686 et la bataille de Mohács un an plus tard convainquirent les Français que l'empereur, formant alliance avec l'Espagne et Guillaume d'Orange, se retournerait bientôt contre Louis XIV pour reprendre les territoires récemment perdus. En réponse, Louis XIV songea à garantir ses gains territoriaux des Réunions en forçant ses voisins allemands à transformer la trêve de Ratisbonne en traité définitif. Cependant, un ultimatum français lancé en 1687 ne permit pas de convaincre l'empereur, que ses récentes victoires à l'est rendaient moins enclin au compromis à l'ouest.
Un autre point d'achoppement concernait l'archevêque Maximilien-Henri, favorable aux Français, et la question de sa succession dans l'électorat de Cologne. Les territoires de l'archevêque s'étendaient sur la rive gauche du Rhin et incluaient trois forteresses le long du fleuve : Bonn, Rheinberg et Kaiserswerth en plus de Cologne. De plus, l'archevêque était également prince-évêque de Liège, un petit État stratégiquement positionné sur la Meuse. Lorsque l'électeur mourut le 3 juin 1688, Louis XIV pressa l'évêque de Strasbourg Guillaume-Egon de Furstenberg de lui succéder. L'empereur était cependant en faveur de Joseph-Clément de Bavière, frère de l'électeur de Bavière. Comme aucun des candidats ne put rassembler les deux tiers des votes nécessaires parmi les chanoines du collège des clercs, la question fut transmise au Vatican. Il y avait peu d'espoir que le pape Innocent XI, déjà en conflit avec Louis XIV, se prononce en faveur du candidat français, et le 26 août 1688 il accorda le poste à Joseph-Clément.
Le 6 septembre les forces de Léopold Ier sous le commandement de l'électeur de Bavière capturèrent Belgrade pour l'Empire. Avec les Ottomans au bord de l'effondrement, les ministres de Louis XIV Louvois et Colbert cherchèrent une solution rapide le long de la frontière allemande, avant que l'empereur ne puisse former une coalition contre la France. Le 24 septembre Louis XIV publia son manifeste Mémoire de raisons dans lequel il liste ses griefs : la transformation de la trêve de Ratisbonne en un traité définitif et la nomination de Fürstenburg en tant qu'électeur de Cologne. Il propose également d'occuper les territoires qu'il juge comme appartenant à sa belle-sœur dans la question de la succession palatine. L'empereur, les princes allemands, le pape et Guillaume d'Orange étaient peu enclins à satisfaire ces exigences. Pour les Néerlandais en particulier, le contrôle français de Cologne serait stratégiquement inacceptable, car le territoire tampon des Pays-Bas espagnols serait contourné. Le jour de la publication du manifeste, donc avant que ses ennemis n'aient pu connaître ses détails, l'armée française franchit le Rhin pour investir Philippsburg, le point clé entre Luxembourg (annexé en 1684) et Strasbourg (conquis en 1681) et d'autres villes de Rhénanie. Cette attaque préventive était destinée à intimider les États allemands pour les forcer à accepter les conditions françaises, tandis que les Ottomans continuaient leur propre lutte avec l'empereur à l'est.
Louis XIV et ses ministres avaient espéré une résolution rapide du conflit comme celle obtenue lors de la guerre des Réunions, mais en 1688 la situation était totalement différente. À l'est, l'armée impériale, maintenant constituée de vétérans, avait dispersé les armées ottomanes et écrasé la révolte d'Imre Thököly en Hongrie, tandis qu'à l'ouest et au nord Guillaume d'Orange était devenu le chef d'une coalition d'États protestants impatients de rejoindre l'empereur et l'Espagne pour mettre fin à l'hégémonie française. La courte guerre défensive voulue par Louis XIV venait de se transformer en une longue guerre d'usure.

## Opérations militaires

### Première campagne du Rhin: 1688-1689

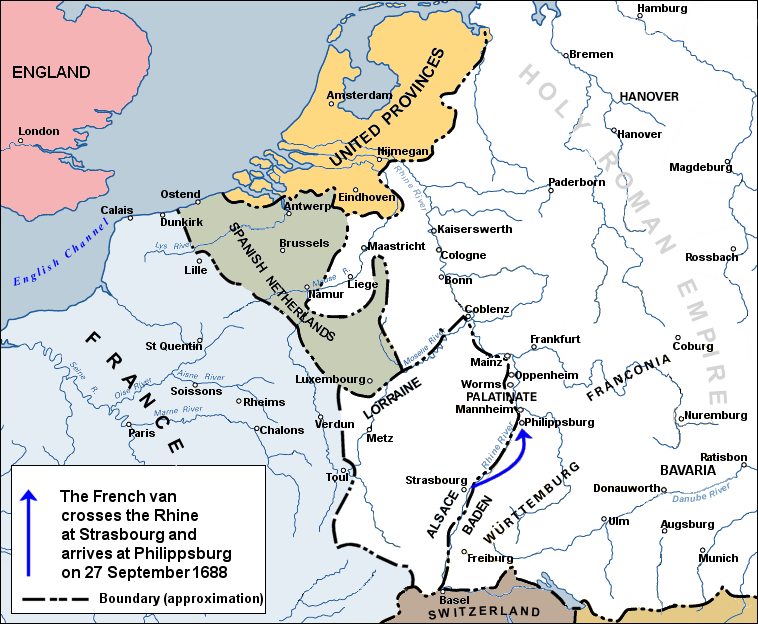
Campagne du Rhin 1688-1689. Les forces françaises franchissent le Rhin à Strasbourg et s'emparent de Philippsburg – la clé du Rhin intermédiaire – le 30 octobre 1688.

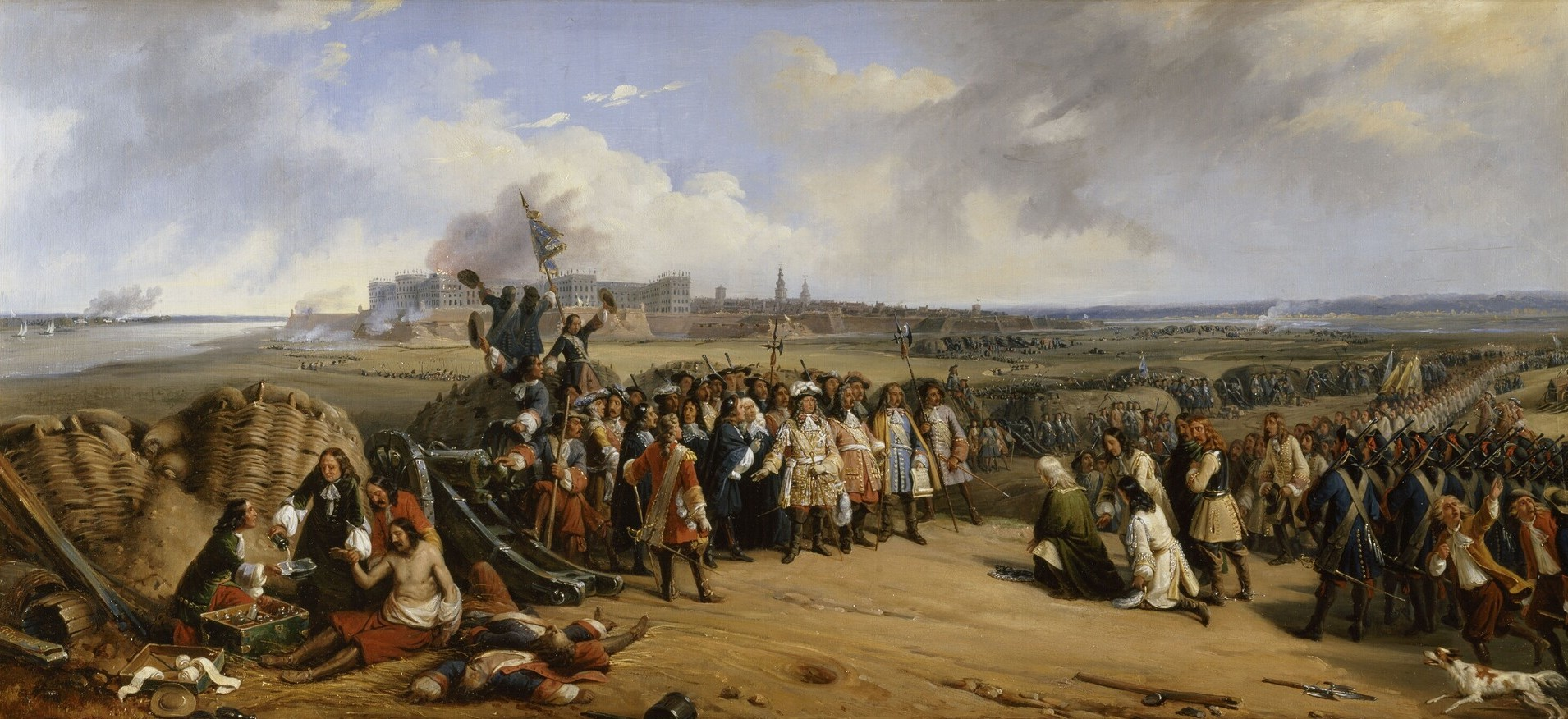
La prise de Mannheim le 10 novembre 1688.

Le maréchal Duras et Vauban, avec 30 000 hommes sous le commandement nominal du Dauphin, assiègent la forteresse de Philippsburg, située dans l'électorat de Trèves, du 27 septembre au 30 octobre 1688. Elle tombe après une âpre lutte. L'armée française continue vers Mannheim qui tombe le 11 novembre, puis vers Frankenthal. D'autres villes tombent sans résistance comme Oppenheim, Worms, Bingen, Kaiserslautern, Heidelberg, Spire et surtout la stratégique forteresse de Mayence ; toute ces villes sont alors détruites. Après que Coblence ait refusé de se rendre, Boufflers la soumet à un intense bombardement qui provoque de gros dégâts mais ne fait pas tomber la ville.
Louis XIV est maintenant maître du Rhin du sud de Mayence à la frontière suisse, mais bien que les attaques aient décidé les Ottomans à reprendre le combat à l'est, l'impact sur Léopold Ier et les États allemands eut l'effet opposé à celui attendu. La ligue d'Augsbourg n'était pas encore assez forte pour pouvoir faire face à la menace, mais le 22 octobre les puissants princes allemands dont Frédéric Ier de Prusse, Jean-Georges III de Saxe, Ernest-Auguste de Hanovre et Charles Ier de Hesse-Cassel arrivent à un accord à Magdebourg permettant de mobiliser les forces armées du Nord de l'Allemagne. Dans le même temps l'empereur rappelle les troupes de Bavière, de Souabe et de Franconie pour défendre le Sud de l'Allemagne. Les Français n'étaient pas préparés pour une telle éventualité. Réalisant que la guerre en Allemagne n'allait pas être aussi courte et glorieuse que la guerre-éclair en Rhénanie l'avait laissé présager, Louis XIV et Louvois décidèrent de mener une politique de la terre brûlée dans le Palatinat, le Bade et le Wurtemberg pour ralentir les troupes ennemies et les empêcher d'envahir le territoire français. Le 20 décembre Louvois avait sélectionné toutes les villes, villages et châteaux devant être détruits. Le 2 mars 1689 le comte de Tessé incendie Heidelberg, et le 8 mars Montclar rase Mannheim. Oppenheim, Worms, Spire et Bingen sont détruits avant le mois de juin. En tout, les Français réduisent en cendres 20 villes importantes et de nombreux villages.
Les Allemands s'étaient préparés pour récupérer ce qu'ils avaient perdus, et en 1689 ils alignaient trois armées le long du Rhin. La plus petite d'entre elles, initialement sous le commandement de l'électeur de Bavière, protégeait le Rhin supérieur entre les lignes au nord de Strasbourg et la Forêt-Noire. La plus grande armée se tenait sur le Rhin intermédiaire avec le meilleur général impérial et commandant en chef, Charles V de Lorraine. Charles V élimina la menace française sur Francfort et mit en place des tranchées autour de Mayence le 22 juillet. Le 8 septembre, après deux mois d'un siège sanglant, le marquis de Huxelles, commandant de la place, doit capituler. Dans le même temps, sur le Rhin inférieur l'armée de l'électeur de Brandebourg, aidée par le célèbre ingénieur hollandais Menno van Coehoorn, mène le siège de Kaiserswerth. La ville tombe le 26 juin, et l'électeur et son armée avancent sur Bonn, qui capitule le 10 octobre après un important bombardement. L'invasion de la Rhénanie avait unifié les princes allemands dans leur unité contre Louis XIV. La campagne permit également de détourner les forces françaises pour permettre à Guillaume d'Orange d'envahir l'Angleterre.

### Îles Britanniques: Guillaume d'Orange détrône Jacques II

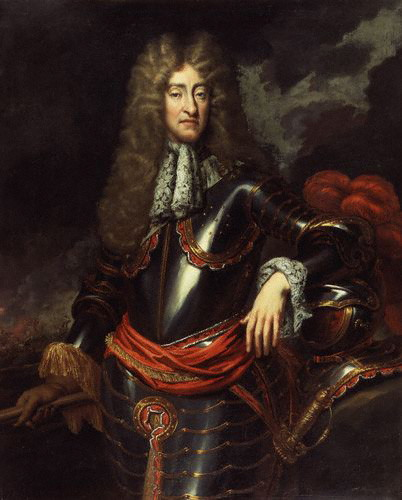
Jacques II d'Angleterre (1633–1701) vers 1690. Artiste inconnu.

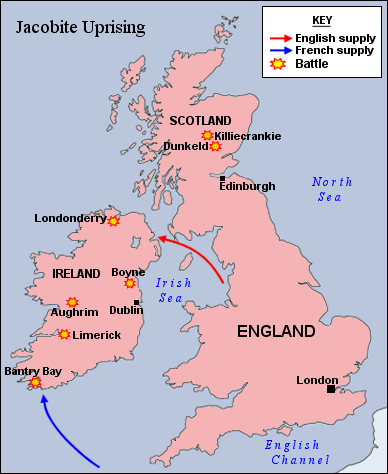
Campagne irlandaise de 1689–1691. Principales batailles du soulèvement jacobite en Écosse et en Irlande.

Les tentatives maladroites de Jacques II pour imposer le catholicisme à l'armée, au gouvernement et aux autres institutions le rendirent de plus en plus impopulaire parmi ses sujets protestants. Son catholicisme assumé et ses liens avec la France catholique tendirent les relations de l'Angleterre avec les Provinces-Unies, mais comme sa femme Marie était l'héritière protestante du trône d'Angleterre Guillaume d'Orange était réticent à agir contre Jacques II. Cependant Jacques II pouvait s'allier à Louis XIV pour lancer une attaque contre la Hollande, comme en 1672, afin de détourner l'attention de ses sujets. Par conséquent, Guillaume d'Orange commença ses préparatifs d'invasion en 1688. Comme les troupes françaises étaient toujours trop occupées à construire un « cordon sanitaire » dans le Palatinat pour pouvoir envisager sérieusement une intervention dans les Pays-Bas espagnols ou pour attaquer les provinces hollandaises au sud-est le long du Rhin, le Staten-Generaal donna à Guillaume son plein soutien en sachant que le renversement de Jacques II était dans l'intérêt de leur propre État.
Louis XIV considéra l'invasion de Guillaume comme une déclaration de guerre entre la France et les Provinces-Unies (officiellement déclarée le 26 novembre) ; mais il ne fit pas grand-chose pour s'y opposer, son principal problème étant la Rhénanie. De plus, les diplomates français avaient prédit que l'attaque de Guillaume plongerait l'Angleterre dans une guerre civile prolongée qui soit absorberait les ressources hollandaises, soit rapprocherait l'Angleterre de la France. Malgré tout, après le débarquement de ses troupes à Torbay le 15 novembre 1688, de nombreux Anglais accueillirent Guillaume avec enthousiasme, et la rapide révolution qui suivit, communément appelée la Glorieuse Révolution, mit fin au règne de Jacques II. Le 23 février 1689 Guillaume d'Orange devient le roi Guillaume III d'Angleterre, régnant avec sa femme Marie en unissant les destins anglais et néerlandais. Pourtant, peu d'Anglais avaient soupçonné que Guillaume avait convoité la couronne pour lui-même, avec l'objectif d'emmener l'Angleterre dans une guerre contre la France du côté hollandais. Le Parlement d'Angleterre ne vit pas que l'offre de monarchie conjointe était assortie d'une déclaration de guerre, mais les dernières actions du roi déchu poussèrent le Parlement derrière Guillaume III.
Jacques II avait fui en France où l'attendait Louis XIV. En mars 1689, soutenu par l'argent, les troupes et les généraux français, il quitte son exil de Saint-Germain pour rallier ses partisans catholiques en Irlande. Le roi de France soutenait Jacques II pour deux raisons : premièrement, Louis XIV croyait fermement dans son droit divin au trône, et deuxièmement il souhaitait maintenir les forces de Guillaume à l'écart des Pays-Bas. L'objectif initial de Jacques II, et de son bras droit le duc de Tyrconnell, était de détruire les places fortes protestantes du Nord. Cependant, son armée de 40 000 hommes mal équipés ne put faire plus qu'assiéger Londonderry. Après une défense acharnée de la ville durant 105 jours, il doit lever son siège à la fin du mois de juillet. Dans le même temps, le premier engagement naval majeur de la guerre a lieu lors de la bataille de la baie de Bantry le 21 mai, avant la déclaration de guerre anglaise, qui se termine en une petite victoire française : Châteaurenault parvient à livrer du ravitaillement pour la campagne de Jacques II. De leur côté, les forces loyales à Guillaume reçoivent du soutien par le nord, et en août le duc de Schomberg arrive avec 15 000 renforts danois, néerlandais, huguenots et anglais. Après la prise de Carrickfergus, son avancée est toutefois ralentie devant Dundalk par l'hiver, les maladies et les désertions.
Le 9 juillet 1690 la marine française remporte la victoire à Beachy Head dans la Manche lorsque l'amiral Tourville bat la flotte anglo-hollandaise inférieure en nombre de l'amiral Torrington. Cependant, la décision de Louis XIV de ne pas utiliser sa flotte principale pour soutenir la campagne irlandaise permet à Guillaume III de débarquer en Irlande plus tôt en juin avec 15 000 hommes. Avec ces renforts, Guillaume remporte une bataille décisive lors de la bataille de la Boyne le 11 juillet et force Jacques II à retourner en France. Après la capture des ports de Cork et de Kinsale par le comte de Marlborough, les troupes françaises et jacobites doivent se retirer vers l'ouest du pays. Guillaume III se sent alors suffisamment fort pour retourner sur le continent en 1691 et commander l'armée coalisée dans les Pays-Bas, laissant le baron de Ginkell commander ses troupes en Irlande. Après la victoire de Ginkell sur le marquis de Saint-Ruth lors de la bataille d'Aughrim le 22 juillet, les dernières places fortes jacobites tombent rapidement. Sans espoir de soutien français, Limerick capitule (en), scellant la victoire de Guillaume III et de ses partisans en Irlande. Après la signature du traité de Limerick le 13 octobre les troupes anglaises débarquent dans les Provinces-Unies.

### Élargissement de la Grande Alliance

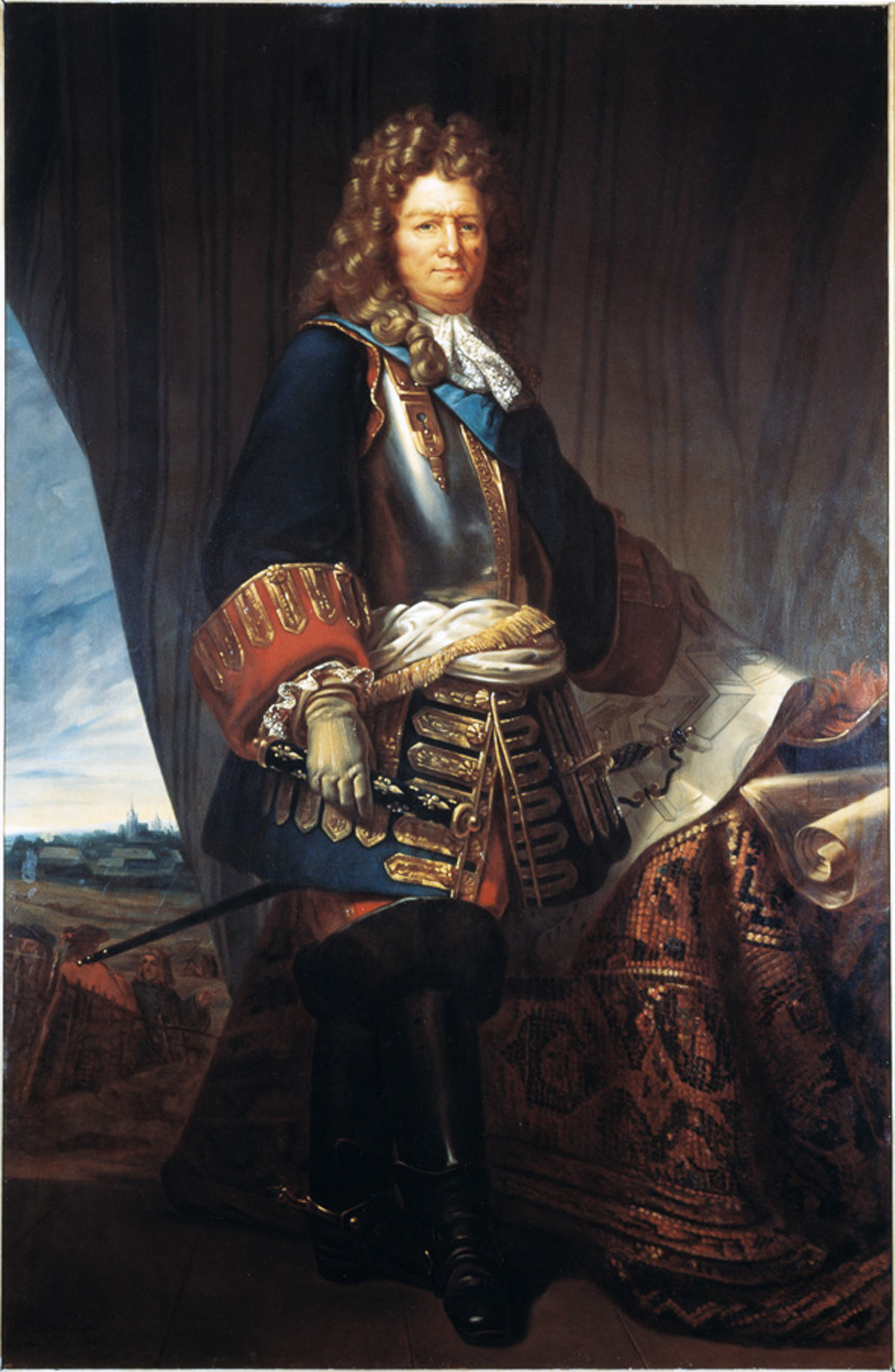
Sébastien Le Prestre de Vauban (1633–1707). Le meilleur ingénieur militaire de Louis XIV et l'un de ses conseillers les plus respectés.

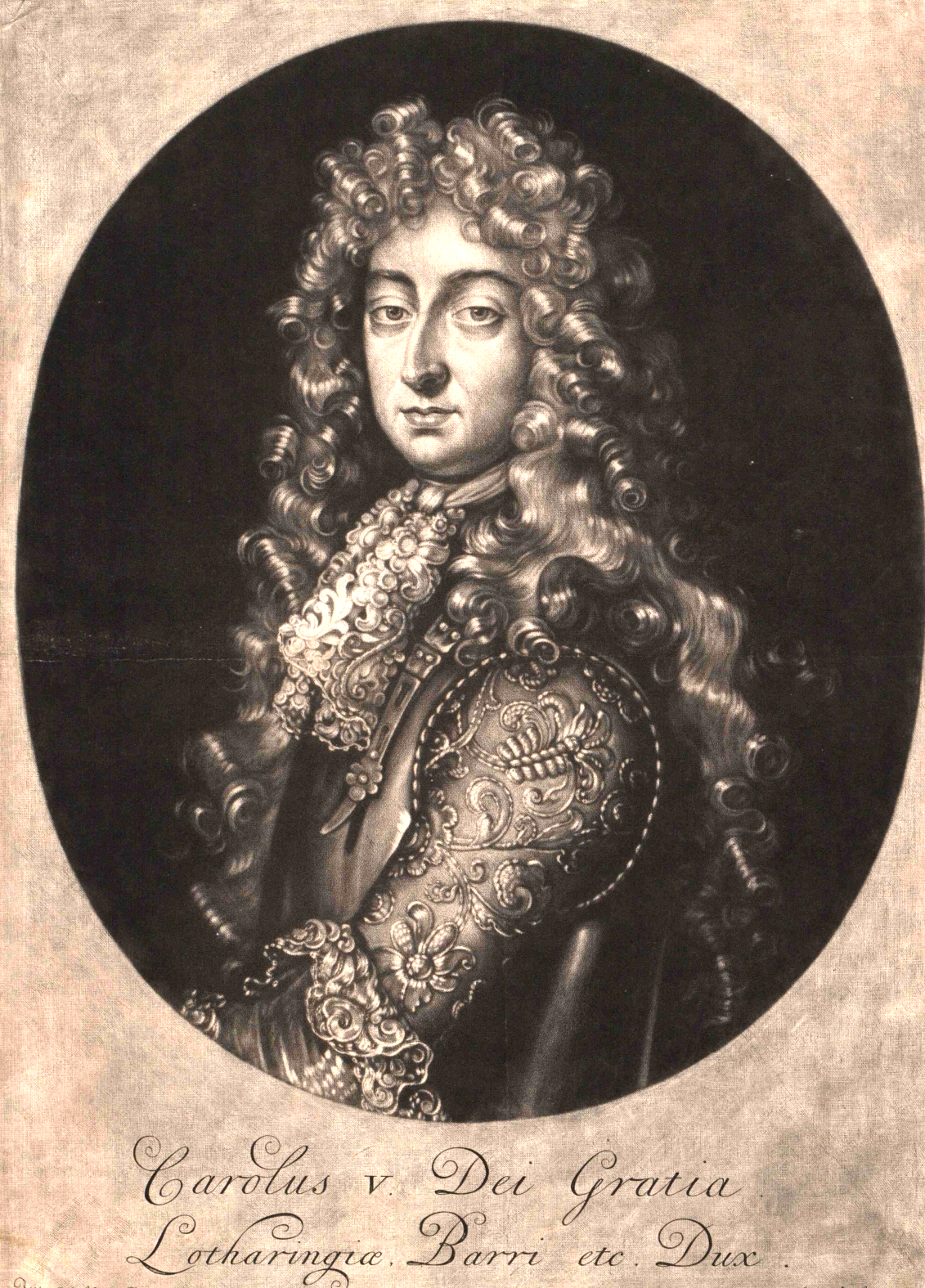
Charles V duc de Lorraine.

Le succès de l'invasion de l'Angleterre par Guillaume mena rapidement à la coalition qu'il avait longtemps attendue. Le 12 mai 1689, les Néerlandais et l'empereur signent un accord offensif à Vienne. L'objectif de la Grande Alliance était de ramener la France dans ses frontières telles qu'elles étaient à la fin de la guerre de Trente Ans (1648) et de la guerre franco-espagnole (1659), privant ainsi Louis XIV de toutes ses conquêtes depuis le début de son règne. L'empereur et les princes allemands devaient donc reprendre la Lorraine, Strasbourg, des parties de l'Alsace et plusieurs forteresses de Rhénanie. Léopold Ier avait essayé de mettre fin à la guerre avec les Ottomans pour pouvoir se retourner vers la lutte à venir, mais l'invasion française de la Rhénanie encouragea les Turcs qui durcirent leurs conditions pour la paix à un niveau inacceptable. La décision impériale de rejoindre la coalition (contre l'avis de la plupart de ses conseillers) était donc un moyen d'intervenir à l'ouest tout en continuant le combat contre les Ottomans dans les Balkans. Même si la Rhénanie était le principal problème de l'empereur, les parties les plus importantes du traité étaient des articles secrets demandant à l'Angleterre et aux Provinces-Unies de l'assister lors de la succession d'Espagne, si Charles II venait à mourir sans héritier, et d'user de leur influence pour sécuriser l'élection de son fils Joseph sur le trône du roi des Romains.
Guillaume III voyait la guerre comme un moyen de réduire la puissance française et de protéger les Provinces-Unies tout en fournissant les conditions qui permettraient d'encourager les échanges et le commerce. Même s'il restait des anomalies territoriales, les objectifs de guerre hollandais n'impliquaient pas d'importantes altérations aux frontières ; mais Guillaume voulait sécuriser sa nouvelle position sur le trône d'Angleterre. En se réfugiant en France et en attaquant l'Irlande, Jacques II avait donné à Guillaume III les moyens de convaincre le Parlement anglais qu'entrer dans une guerre européenne majeure était inévitable. Avec le soutien du Parlement, Guillaume III et Marie II déclarèrent la guerre le 27 mai 1689. Cet alignement anglo-néerlandais était la base de la ligue d'Augsbourg ratifié le 20 décembre par Guillaume III pour l'Angleterre, Anthonie Heinsius et le trésorier Jacob Hop (nl) pour les Provinces-Unies, et Léopold-Guillaume et Theodor Heinrich Stratman (en) au nom de l'empereur Léopold Ier pour le Saint-Empire romain germanique. Comme les Néerlandais, les Anglais n'étaient pas préoccupés par des gains territoriaux sur le continent mais s'inquiétaient profondément de limiter la puissance française pour éviter une contre-révolution jacobite (Louis XIV menaçait de renverser la Glorieuse Révolution et le précaire équilibre politique en soutenant le roi déchu contre le nouveau). Guillaume III réussit à mobiliser les ressources anglaises pour soutenir la coalition anti-française, mais la menace jacobite en Écosse et en Irlande signifiait que seul un petit corps expéditionnaire pouvait être envoyé en soutien de l'armée hollandaise dans les Pays-Bas espagnols.
Le duc de Lorraine rejoignit la ligue en même temps que l'Angleterre, tandis que le roi d'Espagne (qui était en guerre contre la France depuis avril 1689) et le duc de Savoie ne le firent qu'en juin 1690. Les Alliés firent de grandes concessions à Victor-Amédée II, dont la rétrocession de Casale à Mantoue (qu'il espérait obtenir après la mort du duc de Mantoue sans héritier) et Pignerol pour lui-même. Son adhésion à l'Alliance faciliterait l'invasion de la France par le Dauphiné et la Provence où se trouvait l'importante base navale de Toulon. Par opposition, Louis XIV s'était lancé dans une politique claire d'intimidation militaire pour conserver la Savoie dans l'orbite française et il envisageait l'occupation militaire de parties du Piémont (dont la citadelle de Turin) pour garantir les communications entre Pignerol et Casale. Les demandes françaises à Victor-Amédée II n'étaient rien de moins qu'une attaque sur l'indépendance savoyarde et finirent de convaincre le duc qu'il devait se dresser contre l'agression française.
L'électeur de Bavière accepta de rejoindre la Grande Alliance le 4 mai 1690, tandis que l'électeur de Brandebourg le fit le 6 septembre. Cependant les puissances mineures étaient plus concernées par leurs propres intérêts que par la cause commune, et certains n'hésitaient pas à exiger un prix élevé pour continuer leur soutien. Possédant des territoires dans l'Empire, Charles XI de Suède envoya 6 000 hommes et 12 navires tandis qu'en août 1689, Christian V de Danemark accepta de fournir 7 000 hommes à Guillaume III en échange d'un soutien financier. Cependant en mars 1691, la Suède et la Danemark mirent de côté leur rivalité et signèrent un accord de neutralité armée pour assurer la protection de leur commerce et empêcher l'extension de la guerre au nord de l'Europe. Les Suédois se préoccupaient davantage d'exploiter la guerre pour augmenter leur propre commerce maritime que de participer aux opérations militaires, ce qui irritait les puissances maritimes comme les Provinces-Unies ou l'Angleterre. Néanmoins, Louis XIV devait faire face à une puissante coalition déterminée à forcer la France à reconnaître les droits et les intérêts des autres puissances européennes.

### Expansion du conflit: 1690–1691

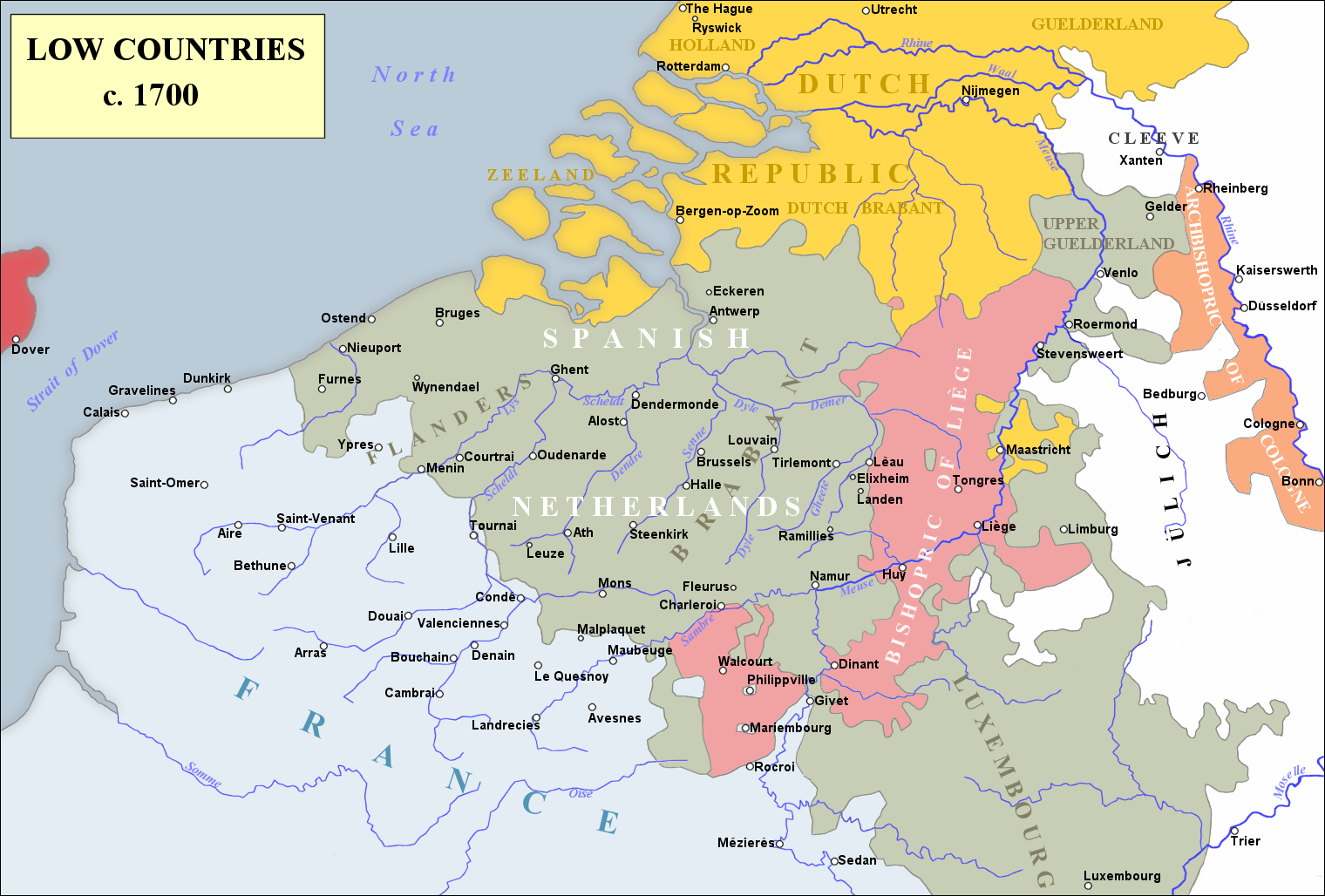
Les Pays-Bas vers 1700 : le principal théâtre militaire de la guerre.

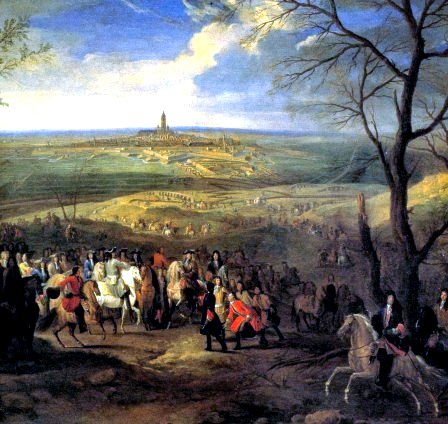
Le siège de Mons en 1691. S'il ne commanda jamais une bataille rangée, Louis XIV participa à de nombreux sièges jusqu'à un âge avancé.

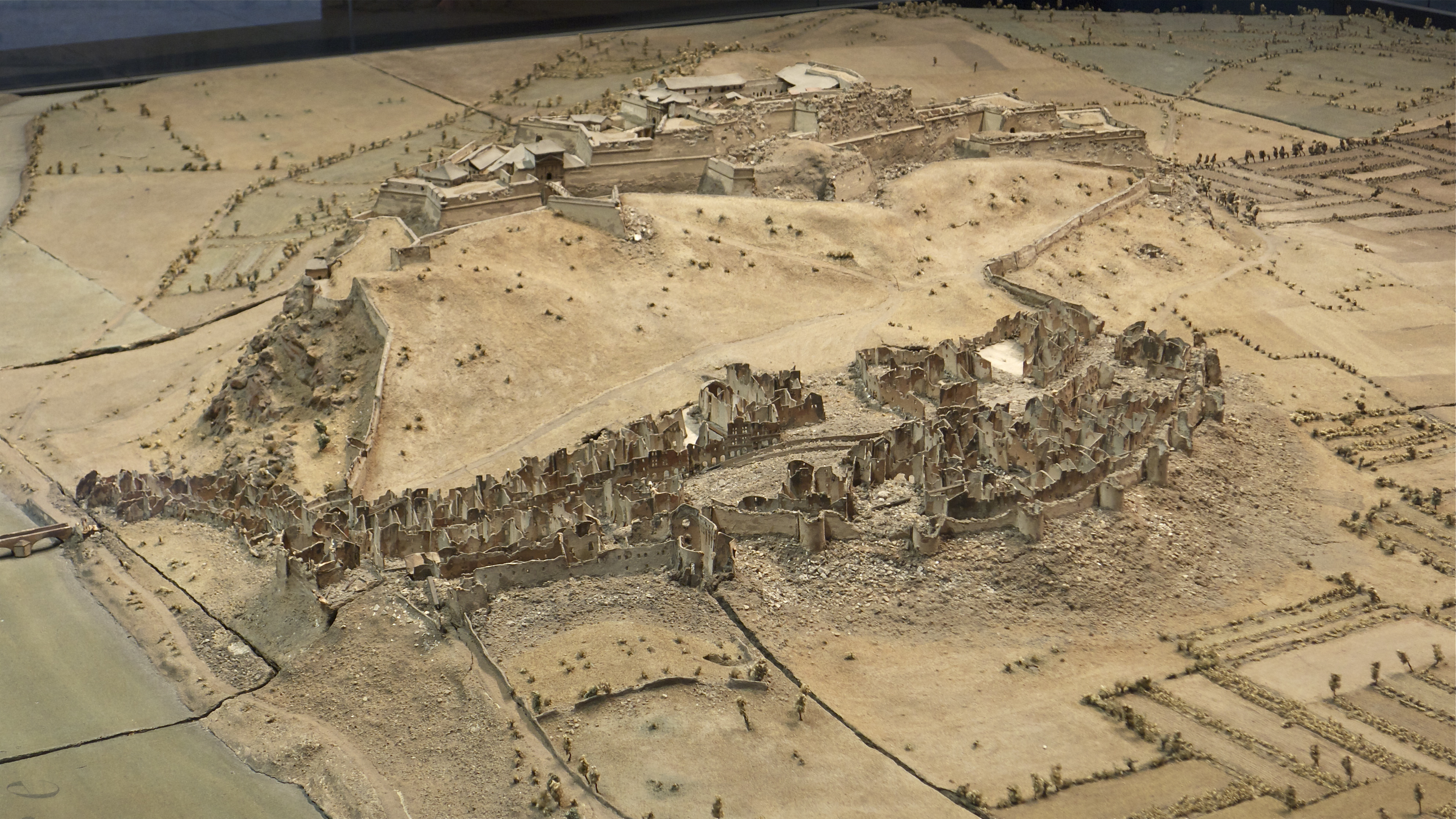
Montmélian en ruine après sa prise par les Français en 1691.

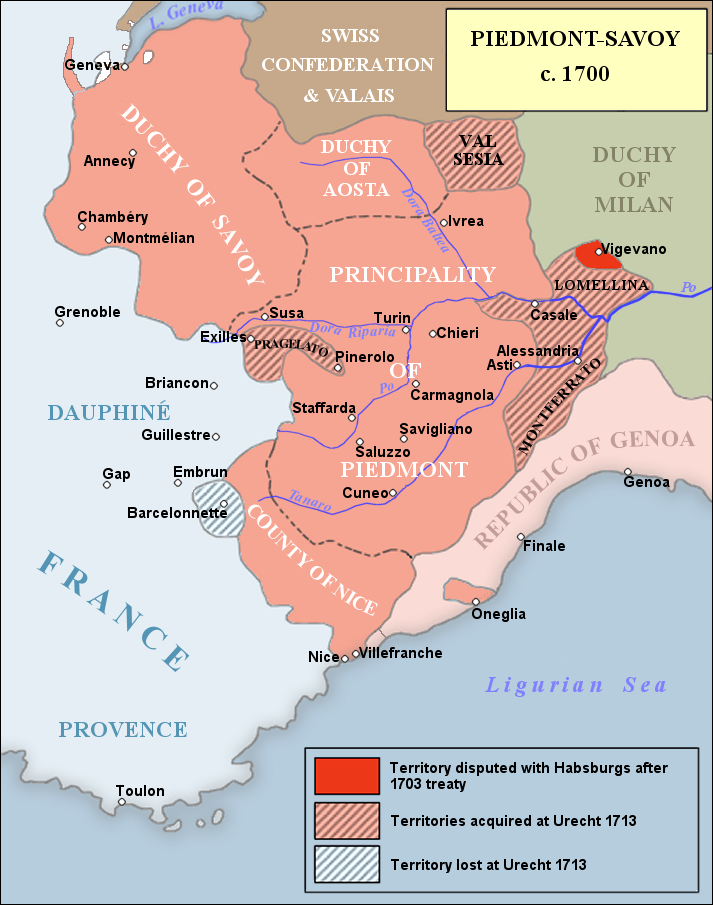
Campagne d'Italie du Nord (1690–1696). Les territoires du duc de Savoie, Victor-Amédée II comprenaient le comté de Nice, le duché de Savoie et la principauté du Piémont où se trouvait la capitale Turin.

Les combats principaux de la guerre de la ligue d'Augsbourg eurent lieu près des frontières françaises : dans les Pays-Bas espagnols, en Rhénanie, en Catalogne et dans le Piémont-Savoie. L'importance des Pays-Bas espagnols résidait dans leur emplacement géographique entre la France et les Provinces-Unies. Initialement, le duc d'Humières commandait les forces françaises sur ce théâtre d'opération, mais en 1689 celles-ci ne lancèrent pas de grandes offensives car l'attention était focalisée sur la Rhénanie. L'engagement le plus significatif eut lieu lorsque le commandant en second de Guillaume III, le prince de Waldeck, battit les Français à Walcourt le 25 juillet 1689. Cependant, en 1690, les Pays-Bas espagnols étaient devenus la zone clé de la guerre et les Français y concentrèrent deux armées : les forces de Louis François de Boufflers le long de la Moselle, et une force plus importante commandée par le successeur du malheureux duc d'Humières et meilleur officier de Louis XIV, François-Henri de Montmorency, duc et maréchal de Luxembourg. Le 1er juillet, ce dernier remporte une victoire éclatante sur les forces de Waldeck lors de la bataille de Fleurus, mais l'armée française ne put pas exploiter ce succès car Louis XIV se préoccupait davantage du front allemand (commandé par le maréchal de Lorges). Le siège de Namur et de Charleroi ne fut donc pas mis en place. Pour l'empereur et les princes allemands, la menace la plus importante en 1690 restait encore celle des Ottomans qui venaient de remporter une victoire sur le Danube. L'électeur de Bavière, maintenant commandant en chef des forces impériales après la mort de Charles V de Lorraine, dut envoyer des renforts dans les Balkans et son armée sur le front ouest fut forcée de se mettre sur la défensive.
Le plus petit front de la guerre fut celui de Catalogne. En 1689, le duc de Noailles et les troupes françaises avaient accru la pression sur l'Espagne en soutenant un soulèvement populaire contre Charles II, qui avait commencé en 1687. Exploitant la situation, le duc de Noailles capture Camprodon le 22 mai, mais une puissante armée espagnole menée par le duc de Villahermosa le force à se replier dans le Roussillon français. La campagne de Catalogne se calme en 1690 mais le nouveau front du Piémont-Savoie se durcit. La haine des Savoyards envers les Français et les animosités religieuses engendrèrent un théâtre caractérisé par des massacres et des atrocités : les attaques constantes de guérilla menées par des civils étaient réprimées dans le sang. En 1690, le marquis de Saint-Ruth s'empare de la majeure partie du duché de Savoie, et force l'armée savoyarde à se replier dans la grande forteresse de Montmélian restée entre les mains ducales. Au sud, dans le Piémont, Nicolas de Catinat mène 12 000 hommes et écrase les troupes de Victor-Amédée II à la bataille de Staffarda le 18 août. Catinat s'empare immédiatement de Saluces, Savillan, Fossano, et Suse mais le manque de troupes et les épidémies le forcent à repasser les Alpes pour l'hiver.
Les succès français de 1690 avaient tenu en échec les Alliés sur la plupart des fronts continentaux mais ils n'avaient pas permis de briser la Grande Alliance. Dans l'espoir de déstabiliser la coalition, les commandants français préparèrent une double attaque au début de l'année 1691 : la capture de Mons dans les Pays-Bas espagnols et de Nice dans le Nord de l'Italie. Le duc de Boufflers encercle Mons le 15 mars avec 46 000 hommes tandis que le duc de Luxembourg se tient en réserve avec une force similaire. Après l'un des plus intenses combats de la guerre, la ville capitule le 8 avril. Le duc de Luxembourg s'empare de Hal à la fin du mois de mai tandis que Boufflers bombarde Liège ; cependant ces actes n'entraînent pas de conséquences stratégiques ou politiques. La dernière action importante de l'année dans les Pays-Bas eut lieu le 19 septembre lorsque la cavalerie du duc de Luxembourg prend par surprise l'arrière-garde des forces alliées près de Leuze. La défense des Pays-Bas espagnols reposait alors presque entièrement sur les Néerlandais, et Guillaume III insista pour remplacer le gouverneur espagnol, le marquis de Gastañaga, par l'électeur de Bavière, ce qui permettait de plus d'éviter le délai entre les décisions prises à Madrid et les actions sur le terrain.
En 1691, il n'y a pas de combats significatifs sur les fronts de Rhénanie et de Catalogne. Par contre, le front italien est très actif. Villefranche tombe aux mains des forces françaises le 20 mars, suivi par Nice le 1er avril, ce qui permet d'éviter toute tentative d'invasion de la France par la mer. Au nord, dans le duché de Savoie, le marquis de La Hoguette prend Montmélian (la dernière place forte de la région) le 22 décembre. La campagne dans la plaine piémontaise est au contraire loin d'être couronnée de succès. Bien que Carmagnole soit tombée en juin, le marquis de Feuquières, apprenant l'approche de l'armée de secours du Prince Eugène de Savoie abandonne précipitamment le siège de Coni et perd 800 hommes et tous ses canons lourds. Comme Louis XIV se concentre sur les fronts d'Alsace et des Pays-Bas, Catinat est forcé de se mettre sur la défensive. L'initiative passe donc du côté des alliés qui, en août, alignent 45 000 hommes et reprennent Carmagnole en octobre. Louis XIV propose une trêve en décembre mais Victor-Amédée refuse les négociations car il anticipe une supériorité militaire pour les prochaines campagnes.

### Le paroxysme: 1692–1693

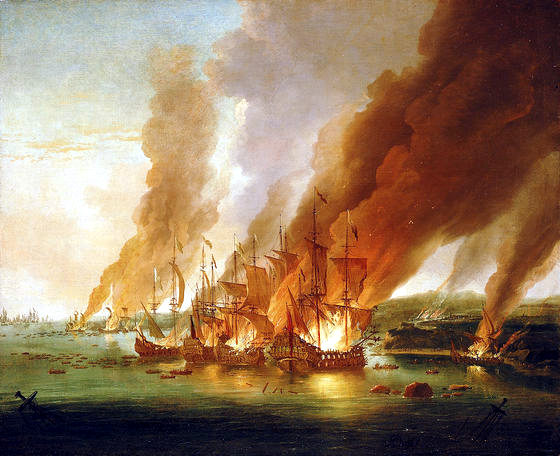
Les navires français en feu lors de la bataille de la Hougue (1692). Peinture d'Adriaen van Diest.

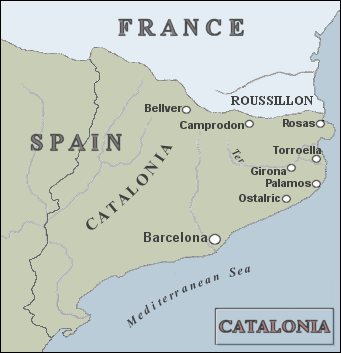
Campagne de Catalogne 1689–1697. Le front catalan fut le plus petit de la guerre.

Après la mort soudaine de Louvois en juillet 1691, Louis XIV assuma un rôle plus actif dans la direction de la guerre, aidé en cela par ses conseillers, Vauban et Bolé de Chamlay. La mort de Louvois provoqua également des changements dans la politique avec l'arrivée du duc de Beauvilliers et du marquis de Pomponne aux postes de ministres. Louis XIV et le marquis de Pomponne poursuivirent les efforts pour essayer de disloquer la Grande Alliance avec des discussions secrètes avec l'empereur Léopold Ier et à partir d'août, avec l'Espagne. Les ouvertures faites à l'Espagne n'aboutirent pas, mais les puissances maritimes étaient aussi en faveur de la paix. Les discussions étaient cependant entravées par le refus de Louis XIV d'abandonner ses gains les plus récents (du moins ceux des Réunions) et, par respect à la royauté de droit divin, son refus de reconnaitre Guillaume III en tant que roi d'Angleterre. Pour sa part, Guillaume III se méfiait profondément de Louis XIV et de son projet supposé d'hégémonie universelle.
Au cours de l'hiver 1691–1692, les Français réfléchirent à un plan pour prendre l'ascendant sur leurs adversaires : d'une part une invasion de l'Angleterre pour permettre à Jacques II de recouvrer son trône, et simultanément un assaut sur Namur dans les Pays-Bas espagnols. Les Français espéraient que la prise de Namur forcerait les Hollandais à négocier et dans le cas contraire, sa capture serait un atout lors de futures négociations de paix. Avec 60 000 hommes (et autant en réserve sous le commandement du maréchal de Luxembourg), le maréchal de Vauban assiège la place forte le 29 mai. La ville tombe rapidement mais la citadelle, défendue par Menno van Coehoorn, ne se rendra que le 30 juin. Dans une tentative pour renverser la situation dans les Pays-Bas espagnols, Guillaume III surprend l'armée du maréchal de Luxembourg près du village de Steinkerque le 3 août. Les Alliés remportent quelques succès mais l'arrivée des renforts français bloque l'avance de Guillaume III. Les Alliés se retirent du champ de bataille en bon ordre et les deux camps revendiquent la victoire : les Français car ils ont repoussé l'assaut, et les Alliés car ils ont empêché Liège de connaître le même destin que Namur. Cependant, du fait de la nature de la guerre à la fin du XVIIe siècle, comme Fleurus auparavant, la bataille n'a pas de grandes conséquences sur la poursuite de la guerre.
Si l'attaque de Namur avait été un succès, l'invasion de l'Angleterre fut un échec. Jacques II croyait qu'il bénéficierait d'un important soutien une fois qu'il aurait débarqué sur le sol anglais, mais une série de contretemps et des ordres contradictoires entraînèrent une bataille navale très inégale dans la Manche. L'engagement eut lieu à l'extrémité de la péninsule du Cotentin et dura six jours. Le 29 mai, au large de Barfleur, 44 navires français sous le commandement de l'amiral Tourville opposèrent une vaillante résistance aux 82 navires anglais et hollandais des amiraux Russell et Rooke. Néanmoins, la flotte française dut se retirer et 15 navires qui cherchaient refuge à Cherbourg ou à la Hougue furent détruits par les marins et les brûlots anglais les 2 et 3 juin. La domination des Alliés dans la Manche rendaient l'invasion de l'Angleterre impossible. Si la bataille en elle-même ne fut pas fatale à la marine française, le manque de moyens et les erreurs commises par Phélypeaux, ainsi que le manque d'intérêt de Louis XIV pour la question furent déterminants dans la perte de la suprématie navale française au profit de l'Angleterre et des Provinces-Unies.
Dans le même temps, les 29 000 hommes du duc de Savoie (largement supérieurs en nombre aux troupes de Catinat dont une partie avait été envoyée dans les Pays-Bas) envahissent le Dauphiné et assiègent Embrun (qui capitule le 15 août), avant de piller la ville désertée de Gap. Cependant, avec leur commandant malade de la variole et l'impossibilité de défendre Embrun, les Alliés abandonnent le Dauphiné à la mi-septembre, laissant derrière eux 70 châteaux et villages brûlés et pillés. L'attaque du Dauphiné obligea le duc de Noailles à détacher des forces sur ce front pour soutenir Catinat, ce qui le força à une campagne défensive en Catalogne. Sur le front rhénan, les Français prennent l'avantage et le maréchal de Lorges répand la terreur jusqu'en Souabe et en Franconie. En octobre, le commandant français lève le siège d'Ebernburg avant de rejoindre ses quartiers d'hiver.
En 1693 l'armée française comptait théoriquement 400 000 hommes, mais Louis XIV devait faire face à une crise économique. Les mauvaises récoltes en France et Italie du Nord et les hivers très rigoureux provoquèrent une terrible famine qui, à la fin 1694, avait coûté la vie à près de deux millions de personnes. Malgré tout, afin d'offrir une paix à son avantage à la Grande Alliance, Louis XIV décide de reprendre l'offensive : Luxembourg attaquerait dans les Flandres, Catinat en Italie du Nord et Lorges en Allemagne avec l'offensive sur Heidelberg. La ville tombe le 22 mai, mais la solide défense du nouveau commandant impérial sur le Rhin, Louis-Guillaume de Bade-Bade, empêche les Français de progresser davantage. Le maréchal de Luxembourg est plus chanceux dans les Flandres. Après avoir pris Huy le 23 juillet, le commandant français déjoue les plans de Guillaume III et l'attaque par surprise entre les villages de Neerwinden et de Landen. La bataille du 29 juillet fut courte et coûteuse, mais les forces françaises, dont la cavalerie montra une fois de plus sa supériorité, l'emportèrent. Luxembourg et Vauban prennent Charleroi le 10 octobre, qui avec les prises antérieures de Mons, Namur et Huy, fournit aux Français une nouvelle et solide ligne de défense.
En Italie, Catinat progresse vers Rivoli (avec des renforts des fronts du Rhin et de Catalogne), forçant le duc de Savoie à abandonner le siège et le bombardement de Pignerol (25 septembre–1er octobre) afin de se retirer pour protéger ses arrières. La bataille de La Marsaille du 4 octobre 1693 fut une importante victoire française. Turin était alors sans défense, mais de nouveaux problèmes de ravitaillement empêchèrent Catinat d'exploiter son succès et tout ce qu'avaient gagné finalement les Français était de l'espace supplémentaire pour défendre Pignerol. En Espagne, le duc de Noailles prend le port de Roses en Catalogne le 9 juin avant de se retirer dans le Roussillon. Lorsque son adversaire Medina-Sidonia abandonna le siège de Bellver de Cerdanya, les deux camps se retirèrent dans leurs quartiers d'hiver. Dans le même temps, la marine française remporta une victoire dans sa dernière action de la guerre. Le 27 juin, les flottes combinées de Brest et de Toulon attaquent par surprise un important convoi allié de 200 navires marchands naviguant sous escorte vers la Méditerranée près du cap Saint-Vincent. Les Alliés perdent 90 navires marchands pour un total de 30 millions de livres.

### Guerre et diplomatie: 1694–1695

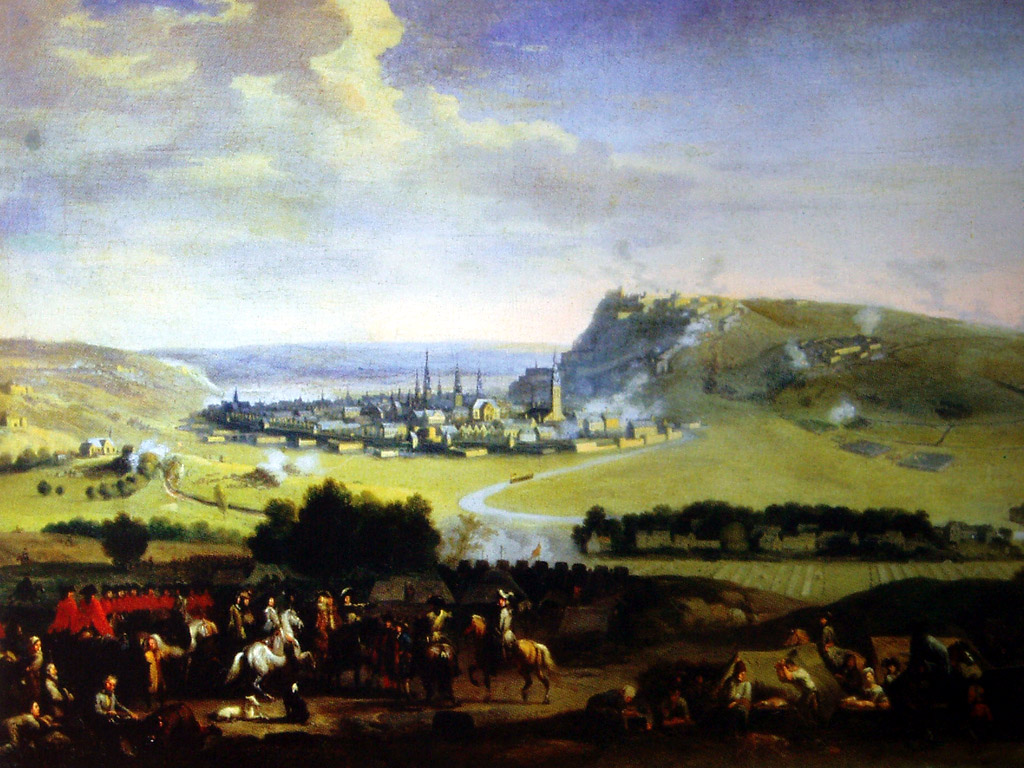
Le siège de Namur (1695) par Jan van Huchtenburg.

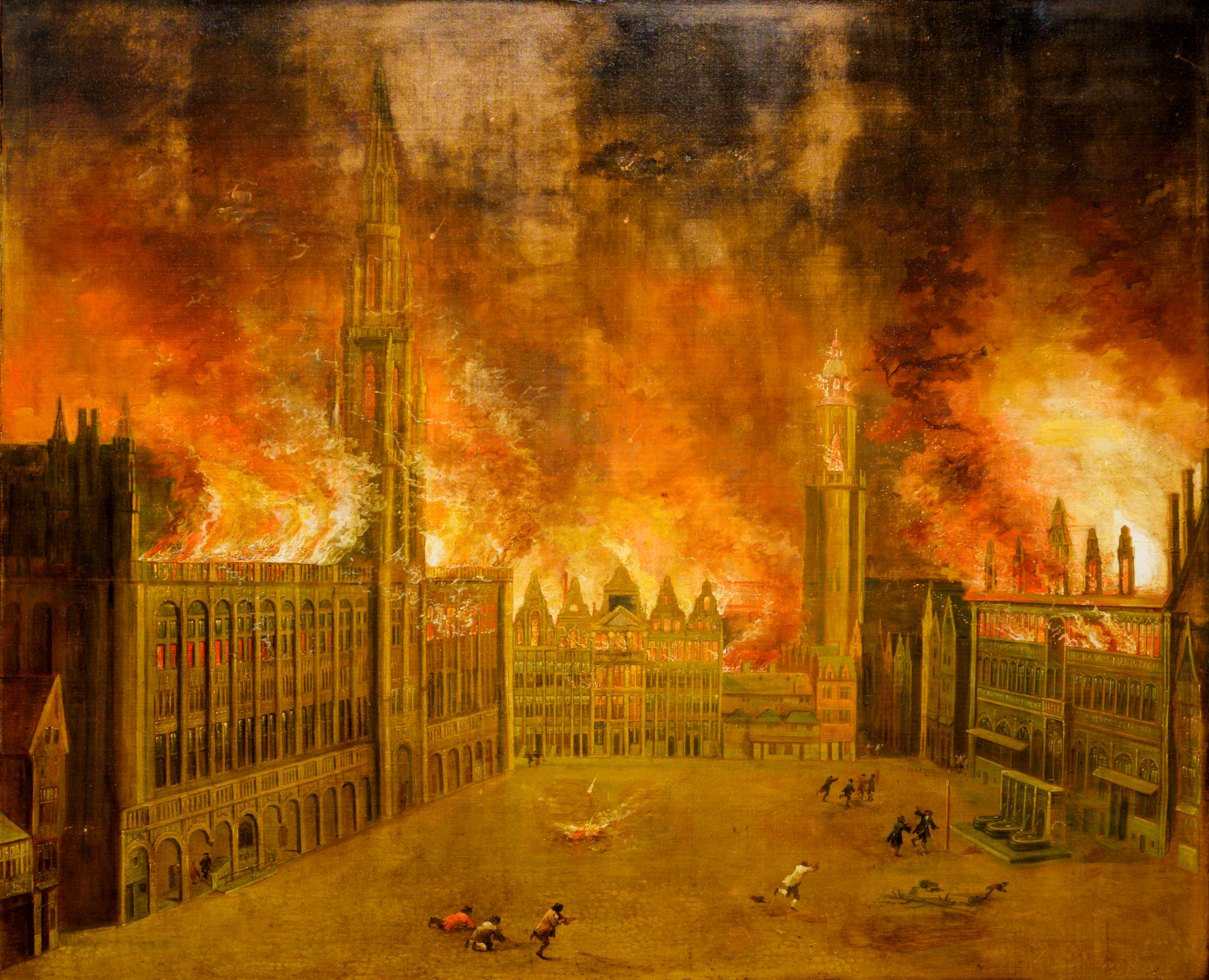
La Grand-Place de Bruxelles en feu pendant la nuit du 13 au 14 août 1695 (anonyme, musée de la Ville de Bruxelles).

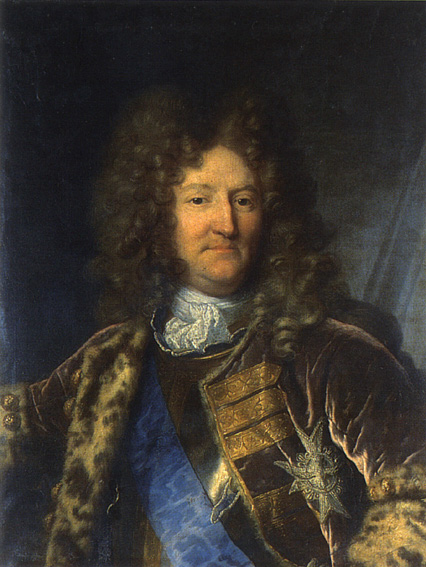
Le duc de Noailles (1650–1708). Du fait sa maladie, il fut remplacé par le duc de Vendôme au poste de commandant des troupes françaises en Catalogne en 1695.

Les armées françaises avaient remporté de grands succès à Heidelberg, Rosas, Huy, Neerwinden, Charleroi et La Marsaille, mais les difficultés financières de 1693 s'aggravèrent en 1694 et firent que la France ne put fournir la même énergie dans les campagnes suivantes. La crise fit évoluer la stratégie française et força les commandants à modifier leurs plans pour faire face aux pénuries financières. Les agents français poursuivaient leurs tentatives pour briser la coalition mais l'empereur, qui avait sécurisé ses « droits » sur le trône d'Espagne auprès de ses alliés au cas où Charles II mourrait durant le conflit, ne désirait pas une paix qui ne lui apportait pas d'avantages personnels. La Grande Alliance resterait unie tant que l'argent serait disponible et que l'espoir que les forces combinées des armées coalisées pourrait surpasser celle de la France continuerait d'exister.
Dans les Pays-Bas espagnols, le duc de Luxembourg possédait encore 100 000 hommes mais il était tout de même en infériorité numérique. Ne disposant pas des ressources suffisantes pour monter une attaque, le duc ne fut pas capable d'empêcher les Alliés de reprendre Dixmude et Huy le 27 septembre 1694, un point stratégique pour la reconquête de Namur (capitulation au 5 septembre 1695). En Allemagne, de Lorges avança en Bade mais la campagne s'enlisa et il dut se retirer en octobre sans avoir remporté de grands succès. En Italie, les problèmes persistants dans la chaîne de ravitaillement et le manque de moyens financiers empêchent Catinat de poursuivre sa progression dans le Piémont. Cependant les combats en Catalogne se révélèrent plus mouvementés. Le 27 mai, le maréchal de Noailles, soutenu par les navires de guerre français, écrase les troupes espagnoles du duc d'Escalona à la bataille de la rivière Ter sur les rives de la rivière Ter. Cette victoire permet aux Français de prendre Palamós le 10 juin, Gérone le 29 juin et Hostalric, ouvrant la route de Barcelone. Avec le roi d'Espagne menaçant de conclure une paix séparée avec la France à moins d'un soutien des alliés, Guillaume III prépara une flotte anglo-néerlandaise pour lui venir en aide. La partie de la flotte sous le commandement de l'amiral Berkeley restait dans le Nord et lança le désastreux débarquement de Brest le 18 juin avant de bombarder les défenses côtières à Dieppe, Saint-Malo, Le Havre et Calais. Le reste de la flotte commandée par l'amiral Edward Russell fut envoyée en Méditerranée où elle incorpora les navires espagnols basés à Cadix. La présence navale alliée obligea la flotte française à se réfugier à Toulon (Port militaire de Toulon), ce qui en retour força le duc de Noailles, harcelé par les miquelets du général Trinxería, à se retirer derrière le Ter. En protégeant Barcelone, les Alliés conservaient l'Espagne dans l'Alliance pour deux ans de plus.
En 1695, les armées françaises connurent deux graves revers : le premier fut la mort le 5 janvier du meilleur général français de la période, le duc de Luxembourg (qui fut remplacé par le duc de Villeroi) ; le second fut la perte de Namur. Le siège fut une répétition inversée du siège de 1692, avec Coehoorn menant la bataille sous le commandement de Guillaume III et des électeurs de Bavière et de Brandebourg. Les Français avaient tenté des diversions en bombardant Bruxelles mais en dépit de la forte défense de Boufflers à Namur, la ville tombe le 5 septembre. Le siège fut très coûteux en hommes et en ressources pour les Alliés, et il avait immobilisé l'armée de Guillaume III durant tout l'été, mais la reconquête de Namur associée à la reprise antérieure de Huy avait restauré les positions alliées sur la Meuse, et sécurisé les communications entre leurs armées dans les Pays-Bas espagnols et celles en Moselle et sur le Rhin.
Dans le même temps, la récente crise financière avait entraîné une transformation de la stratégie navale française, et les puissances maritimes surpassaient la France dans le domaine de la construction navale et de l'armement, en disposant d'une supériorité numérique croissante. Vauban suggéra l'abandon de la guerre navale classique, la guerre d'escadre au profit de l'attaque des navires de commerce, la guerre de course menée par des corsaires. Vauban avançait que cette stratégie priverait l'ennemi de sa base économique sans nécessiter autant d'argent, qui était bien plus nécessaire aux armées terrestres. Les corsaires opéraient seuls ou en groupe à partir de Dunkerque, Saint-Malo et d'autres ports plus petits et connurent de grands succès. En 1695, les sept navires de ligne du marquis de Nesmond capturèrent les navires de la Compagnie anglaise des Indes orientales pour une valeur de 10 millions de livres. En mai 1696, Jean Bart franchit le blocus de Dunkerque et attaque un convoi hollandais dans la mer du Nord détruisant 45 (2?) navires. En mai 1697, le baron de Pointis s'empare de Carthagène avec une escadre de corsaires et rapporte un butin de 10 millions de livres partagés entre le roi et lui. Pour leur part, les flottes alliées bombardèrent les villes corsaires de Saint-Malo, Granville, Calais et Dunkerque pour détruire cette menace.
À Palamós en Catalogne, le roi Charles II nomma le marquis de Gastañaga au poste de gouverneur-général. Les Alliés envoyèrent des renforts autrichiens et allemands sous le commandement du prince Georges de Hesse-Darmstadt, un cousin de la reine d'Espagne, tandis que les Français remplacèrent le duc de Noailles, souffrant, par le duc de Vendôme, qui deviendra l'un des meilleurs officiers de Louis XIV. Cependant, l'équilibre des forces tournait de plus en plus dangereusement en défaveur des Français. En Espagne, en Rhénanie et dans les Pays-Bas, les troupes de Louis XIV ne tenaient leurs positions qu'avec de grandes difficultés ; le bombardement des ports de la Manche, les menaces d'invasion et la perte de Namur étaient d'autres causes d'inquiétudes pour le monarque de Versailles.
Cependant, une percée diplomatique fut réalisée en Italie. Depuis deux ans, le ministre des Finances du duc de Savoie, le comte de Gropello, et le second de Catinat, le comte de Tessé, négociaient secrètement un accord en vue de mettre fin à la guerre en Italie. Les discussions tournaient autour des deux forteresses françaises qui encerclaient le territoire du Duc, Pignerol et Casale, la dernière étant complètement privée du soutien français. Victor-Amédée II commençait à plus s'inquiéter de l'influence militaire et politique du Saint-Empire que de celle de la France et de la menace qu'elle posait à l'indépendance savoyarde. Sachant de plus que les troupes impériales planifiaient la mise en place du siège de Casale, le duc proposa la reddition de la garnison française, après un baroud d'honneur et la destruction de la forteresse avant sa cession à Mantoue. Louis XIV était obligé d'accepter et après une parodie de siège et une résistance formelle, Casale se rend à Victor-Amédée le 9 juillet 1695 et à la mi-septembre, la citadelle avait été complètement rasée (voir aussi traité de Turin du 29 août 1696).

### Vers les pourparlers de Ryswick: 1696–1697
La plupart des fronts furent relativement calmes en 1696. En Flandres, le long du Rhin et en Catalogne, les attaques et les contre-attaques n'eurent pas de grands succès. Les réticences de Louis XIV à lancer des offensives (en dépit de la volonté de ses généraux) peuvent s'expliquer par sa connaissances des échanges secrets qui avaient commencé un an auparavant entre le français François de Callières et les hollandais Jacob Boreel (en) et Everhard van Weede Dijkvelt (en). Au printemps 1696, les discussions concernaient un large éventail de problèmes s'opposant à la paix. Les plus sensibles d'entre eux étaient la question de la reconnaissance de Guillaume d'Orange en tant que roi d'Angleterre et le statut de Jacques II en France. Les Hollandais demandaient entre autres la mise en place de barrières contre une future agression française, une reconsidération des taxes françaises sur le commerce hollandais, et les territoires conquis en Lorraine après les Réunions et particulièrement la ville stratégique de Strasbourg étaient encore contestés. Louis XIV avait réussi à établir le principe selon lequel le nouveau traité devait s'inscrire dans la ligne des anciens traités de Westphalie, de Nimègue et de Ratisbonne, mais les demandes impériales concernant Strasbourg et l'insistance de Guillaume III d'être reconnu roi d'Angleterre avant la fin des hostilités ne rendaient pas opportun la tenue d'une conférence de paix.
En Italie, les négociations secrètes se révélèrent plus productives et la question de la possession de Pignerol par les Français se trouvait au cœur des débats. Lorsque Victor-Amédée II menaça d'assiéger Pignerol, les Français, concluant que sa défense était impossible, acceptèrent de céder la place forte à la condition que ses fortifications soient détruites. Les termes furent formalisés dans le traité de Turin du 29 août 1696, et Louis XIV dut rendre, intactes, Montmélian, Nice, Villefranche, Suse et d'autres plus petites villes. Parmi les autres concessions, Louis XIV promettait de ne pas interférer dans la politique religieuse savoyarde concernant les vaudois. En retour, Victor-Amédée II abandonnait la Grande Alliance et se joignait à la France pour sécuriser le Nord de l'Italie. L'empereur, diplomatiquement dépassé, dut signer le traité de Vigevano (de), rapidement accepté par la France, qui mit fin à la guerre dans la région. La Savoie émergea comme un royaume souverain et une puissance moyenne importante ; les Alpes, et non pas le Pô, devinrent la frontière française du Sud-Est.
Le traité de Turin était la première étape d'une course pour la paix. La constante perturbation du commerce fit que les bourgeoisies commerçantes d'Angleterre et les Provinces-Unies étaient désireuses de faire la paix. La France devait faire face à un épuisement économique mais par-dessus tout, Louis XIV était convaincu de la mort imminente de Charles II d'Espagne et avait besoin de la disparition de la Grande Alliance pour pouvoir profiter de la bataille dynastique à venir. Les parties en présence acceptèrent de se rencontrer à Ryswick en vue de mettre fin au conflit. Mais comme les négociations durèrent tout au long de l'année 1697, les combats continuèrent également. Le principal objectif français de l'année dans les Pays-Bas espagnols était Ath. Vauban et Catinat (renforcés par des unités du front d'Italie) encerclèrent la ville le 15 mai, protégés par les maréchaux Boufflers et Villeroi, et la cité se rendit le 5 juin. Le théâtre rhénan fut encore une fois assez calme : le commandant français, le maréchal Choiseul (qui avait remplacé de Lorges, malade, l'année précédente), se contentait de rester derrière ses lignes défensives. Même si le duc de Bade avait repris Ebernberg le 27 septembre, l'annonce de l'imminence de la paix mit fin à l'offensive et les deux camps retournèrent sur leurs positions. En Catalogne, cependant, les forces françaises (renforcées par des troupes du front italien) remportèrent un grand succès lorsque le duc de Vendôme et son armée de 32 000 hommes assiégea et s'empara de Barcelone. La garnison, commandée par le prince Georges de Hesse-Darmstadt, capitula le 10 août. La bataille fut cependant coûteuse avec 9 000 morts, blessés ou disparus chez les Français et 12 000 chez les Espagnols.

## Théâtre nord-américain

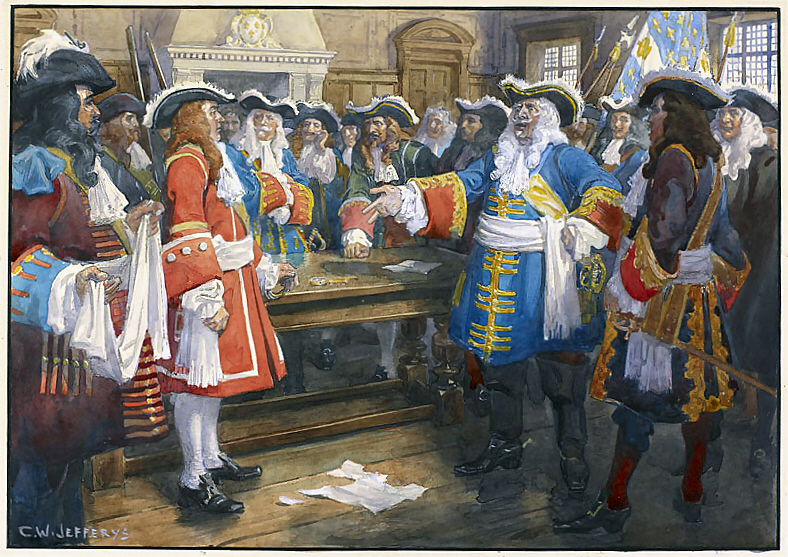
Frontenac recevant l'émissaire de William Phips lors de la bataille de Québec selon Charles William Jefferys.

La guerre en Europe entraîna un conflit en Amérique du Nord où il est connu sous le nom de première guerre intercoloniale (King William's War pour les Anglo-Saxons), même si le théâtre nord-américain fut très différent du point de vue de l'échelle ou des enjeux. Les Français étaient déterminés à conserver le territoire du Canada (Nouvelle-France) le long du Saint-Laurent et à étendre leur pouvoir dans le vaste bassin du Mississippi. De plus, la baie d'Hudson était au centre d'une dispute entre les colons catholiques français et les protestants anglais qui revendiquaient une part de son occupation et de son commerce. Bien qu'important pour les colonies américaines, le théâtre américain de la guerre de la Ligue d'Augsbourg fut de faible importance pour les dirigeants européens. En dépit de leur supériorité, les colons anglais subirent de nombreuses défaites face aux troupes françaises bien organisées de Nouvelle-France et leurs alliés autochtones (notamment les Algonquins et les Abénaquis) qui ravagèrent les implantations anglaises. Presque toutes les ressources envoyées d'Europe furent utilisées pour défendre les Indes occidentales, jugées bien plus précieuses.
Le gouverneur général de Nouvelle-France Louis de Buade de Frontenac commença la guerre par une série de raids sur les frontières nord des colonies anglaises : Dover en juillet 1689 et Bristol en août. En février 1690, Schenectady dans l'État de New York fut attaqué et Salmon Falls et Casco furent rasés en avril. En réponse, le 1er mai 1690 à Albany, les représentants des colonies votèrent l'attaque du Canada français. En août, une force terrestre menée par le colonel Winthro se lance vers Montréal, tandis qu'une force navale commandée par le gouverneur du Massachusetts Sir William Phips (qui s'était emparé de la capitale de l'Acadie, Port-Royal le 11 mai) fait voile vers Québec en remontant le Saint-Laurent. Les troupes anglaises furent repoussées lors de la bataille de Québec et les Français reprirent Port-Royal.
La guerre se poursuivit durant plusieurs années avec des attaques épisodiques et des massacres frontaliers : ni les dirigeants français ni les anglais ne voulaient affaiblir leurs positions en Europe pour obtenir une victoire en Amérique du Nord. D'après le traité de Ryswick, les frontières entre la Nouvelle-Angleterre et la Nouvelle-France restaient inchangées. À Terre-Neuve et dans la baie d'Hudson, l'influence française se renforçait, mais Guillaume III, qui avait utilisé les intérêts de la compagnie de la baie d'Hudson comme raison pour entrer en guerre en Amérique, ne voulait pas risquer sa position en Europe pour une nouvelle guerre. Les Iroquois, abandonnés par leurs alliés anglais durent mener des négociations séparées et, d'après la grande paix de Montréal de 1701, acceptèrent de rester neutres dans tout nouveau conflit entre la France et l'Angleterre.
Lorsque les nouvelles de la guerre européenne atteignirent l'Asie, les gouverneurs et les marchands anglais, français et hollandais se lancèrent rapidement dans la lutte. En octobre 1690, l'amiral français Duquesne bombarda la flotte anglo-néerlandaise à Madras. C'était une attaque téméraire mais elle initia la guerre en Extrême-Orient. En 1693, les Hollandais lancèrent une expédition contre leurs rivaux commerciaux français à Pondichéry dans le Sud-Est de l'Inde. La garnison française commandée par François Martin est submergée, et la ville tombe le 6 septembre. Ailleurs, dans les Caraïbes, Saint-Christophe changea de mains deux fois ; la Jamaïque, la Martinique et Hispaniola ne furent pas touchés par les combats. Les Alliés possédaient la supériorité navale dans ces zones isolées mais ne purent jamais empêcher les Français de ravitailler leurs unités coloniales.

## Traité de Ryswick

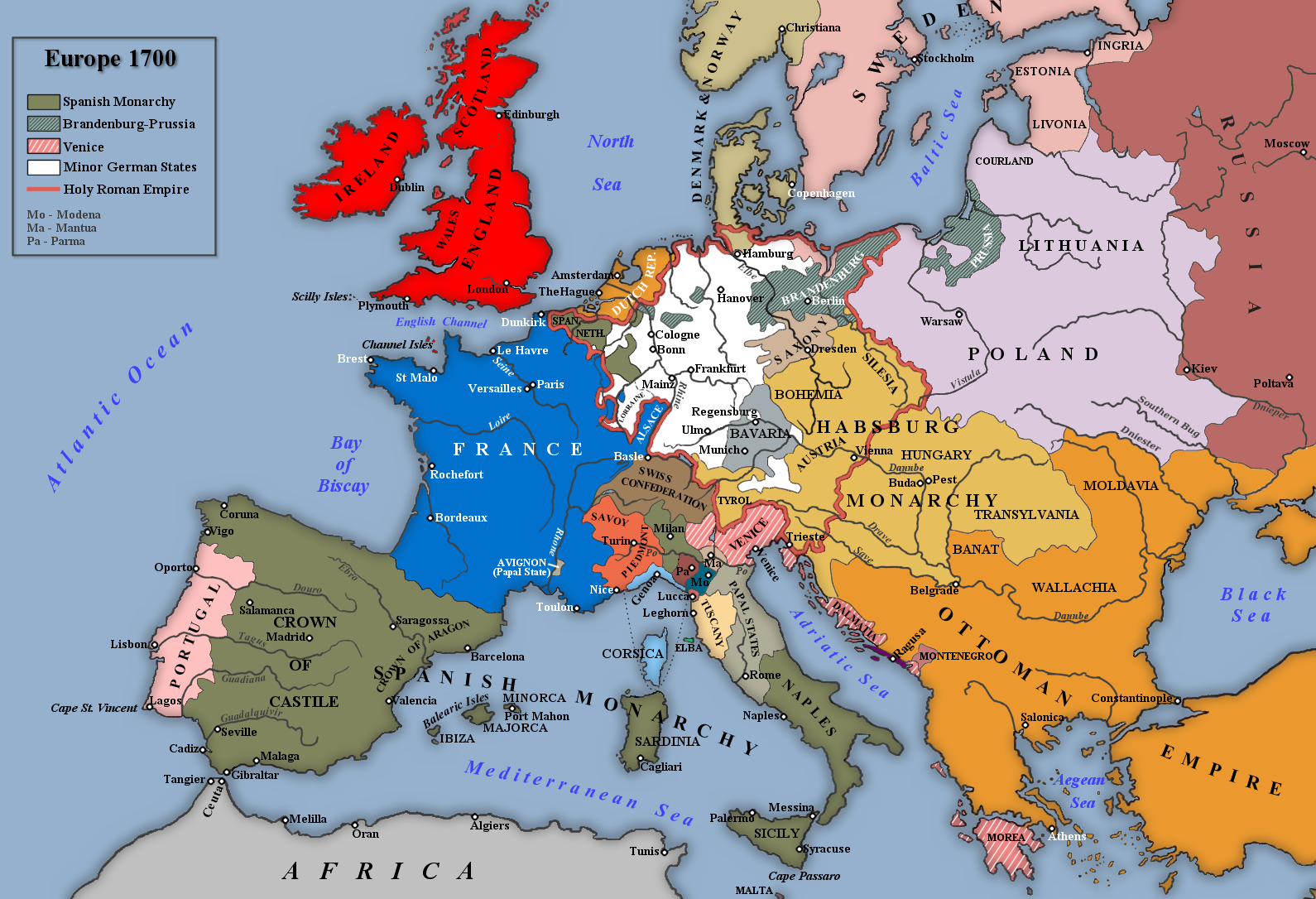
Carte de l'Europe juste après le traité de Ryswick et avant la dernière grande guerre de Louis XIV, la guerre de Succession d'Espagne.

La conférence de paix débuta en mai 1697 au palais de Guillaume III à Ryswick près de La Haye. Les Suédois en étaient les médiateurs officiels, mais ce fut grâce aux négociations du duc de Boufflers et du comte de Portland que les obstacles majeurs furent levés. Guillaume III n'avait aucune intention de poursuivre la guerre ou de soutenir les revendications de Léopold Ier sur la Rhénanie ou pour la succession d'Espagne puisqu'il lui paraissait plus important pour la sécurité des Pays-Bas et de l'Angleterre d'obtenir la reconnaissance par Louis XIV de la Glorieuse Révolution de 1688 et de ses conséquences.
Selon les termes du traité de Ryswick, Louis XIV conservait la totalité de l'Alsace, dont Strasbourg. La Lorraine était rendue à son duc même si la France conservait un droit de passage pour son armée, et les Français abandonnaient tous leurs gains sur la rive droite du Rhin : Philipsburg, Breisach, Fribourg-en-Brisgau et Kehl. De plus, les forteresses françaises de La Pile, Mont Royal et Port Louis devaient être démolies. Pour obtenir les faveurs de Madrid sur la question de la succession d'Espagne, Louis XIV évacua la Catalogne en dépit des désastres militaires espagnols et rendit Luxembourg, Chimay, Mons, Courtrai, Charleroi et Ath aux Pays-Bas espagnols. Les puissances maritimes ne firent aucune revendication territoriale, mais les Hollandais reçurent un accord commercial favorable dont le terme le plus important était le retour aux droits de douane français de 1664. Même si Louis XIV continuait d'accueillir Jacques II, il reconnaissait Guillaume III comme le légitime roi de l'Angleterre protestante et ne soutiendrait pas les revendications royales du fils de Jacques II. De plus, la France voyait reconnaître sa possession de la moitié occidentale de l'ile d'Hispaniola.
Les représentants des Provinces-Unies, de l'Angleterre et de l'Espagne signèrent le traité le 20 septembre 1697. L'empereur Léopold Ier cherchait à prolonger la guerre pour renforcer ses revendications sur le trône d'Espagne et s'opposait donc au traité de paix, mais comme il était encore en guerre avec les Ottomans et ne pouvait pas le faire seul face à la France, il signa le traité le 20 octobre. Les finances de l'empereur étaient au plus mal, et l'élévation du Hanovre au rang d'électeur affaiblit l'influence de l'empereur dans le Saint-Empire. Les princes protestants se plaignaient de la clause religieuse du traité, qui stipulait que les terres des Réunions que la France avait acquises resteraient catholiques, même celles qui avaient été converties de force. Les princes avançaient qu'il s'agissait d'une violation flagrante des accords de Westphalie. Cependant, l'empereur avait considérablement étendu son pouvoir puisque son fils, Joseph avait été nommé roi de Germanie en 1690 et était le candidat impérial pour le trône de Pologne face au prince de Conti soutenu par Louis XIV. Finalement, ce fut Auguste de Saxe, soutenu par la Russie, qui deviendra roi de Pologne. De plus, la victoire décisive du prince Eugène de Savoie à Senta (actuelle Serbie) mena au traité de Karlowitz de 1699, qui renforçait la domination autrichienne et faisait pencher la balance des puissances européennes en faveur de l'empereur.
La guerre avait permis à Guillaume III de détruire le jacobitisme et rapprocha l'Irlande et l'Écosse du pouvoir royal. L'Angleterre émergea comme une grande puissance navale et économique et un acteur de premier plan dans les affaires européennes. Guillaume III continua de faire de la défense des Provinces-Unies sa priorité, et en 1698, les Hollandais mirent en place une série de forteresses dans les Pays-Bas espagnols pour se prémunir d'une attaque française. En revanche, la question de la succession d'Espagne ne fut pas abordée à Ryswick et restait la question la plus brûlante de la politique européenne. Trois ans plus tard, la mort de Charles II d'Espagne allait mener à une nouvelle guerre entre Louis XIV et la Grande Alliance, la guerre de Succession d'Espagne.

## Armement, technologie et art de la guerre

### Développements militaires

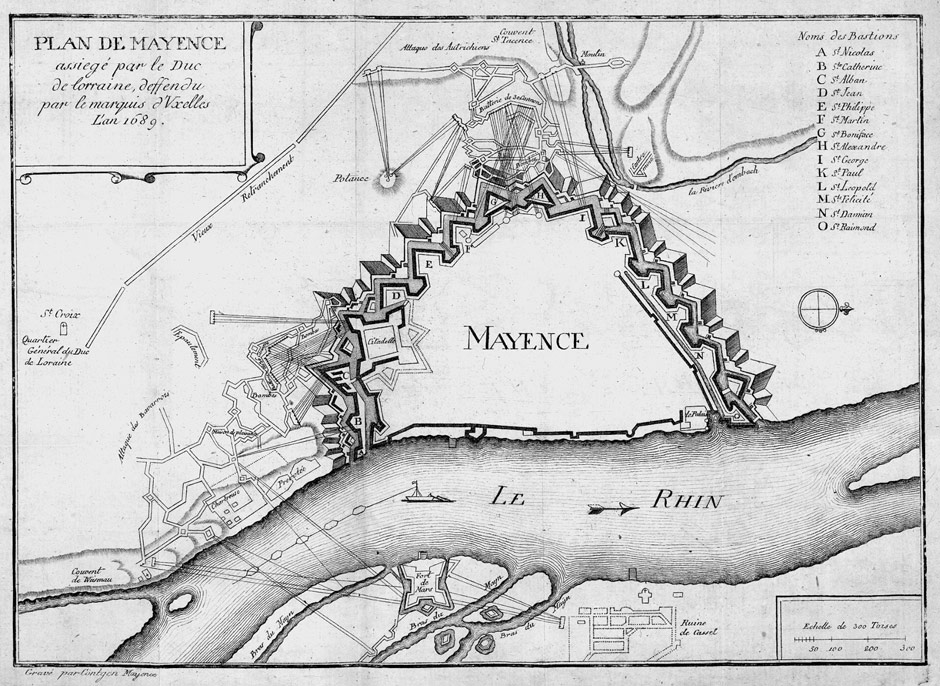
Siège de Mayence, 1689. La plupart des grandes villes fortifiées possédaient des citadelles. Une fois que la ville était tombée, la garnison pouvait se retirer dans la citadelle qui devait être réduite à son tour.

Les opérations s'étendaient typiquement de mai à octobre, du fait de manque de ressources lors des mois d'hiver. Cependant, les Français avaient pour habitude de stocker de grandes réserves de nourriture dans des entrepôts, ce qui leur permettaient d'attaquer plusieurs semaines avant leurs ennemis. Néanmoins les opérations militaires durant la guerre de la Ligue d'Augsbourg ne produisirent pas de résultats décisifs. La guerre fut dominée par la guerre de siège : la construction, la défense et l'attaque des forteresses et des lignes de tranchées. En effet, les forteresses contrôlaient les points stratégiques, les routes de ravitaillement et servaient d'entrepôts pour le ravitaillement. Cependant, elles empêchaient l'exploitation d'une victoire militaire, les troupes vaincues pouvant se replier dans une forteresse alliée et se reconstituer. Beaucoup de commandants inexpérimentés appréciaient ces opérations relativement prévisibles pour masquer leur manque de capacité militaire. Comme Daniel Defoe l'observa en 1697, « il est maintenant courant de voir des armées de 50 000 hommes de chaque côté qui passent toute la campagne à s'éviter, ou en termes plus distingués, à s'observer mutuellement avant de se replier dans leurs quartiers d'hiver ». Durant la guerre de la Ligue d'Augsbourg, les armées sur le terrain pouvaient atteindre 100 000 hommes en 1695, ce qui plongea les belligérants dans une crise économique. Il existait des commandants désireux de se battre, comme Guillaume III ou les ducs de Boufflers et de Luxembourg, mais leurs tactiques étaient handicapées par le nombre de soldats et les difficultés de communication et de ravitaillement. Les commandants français étaient également ralentis par Louis XIV et Louvois qui préféraient la prise des forteresses à la guerre de mouvement.

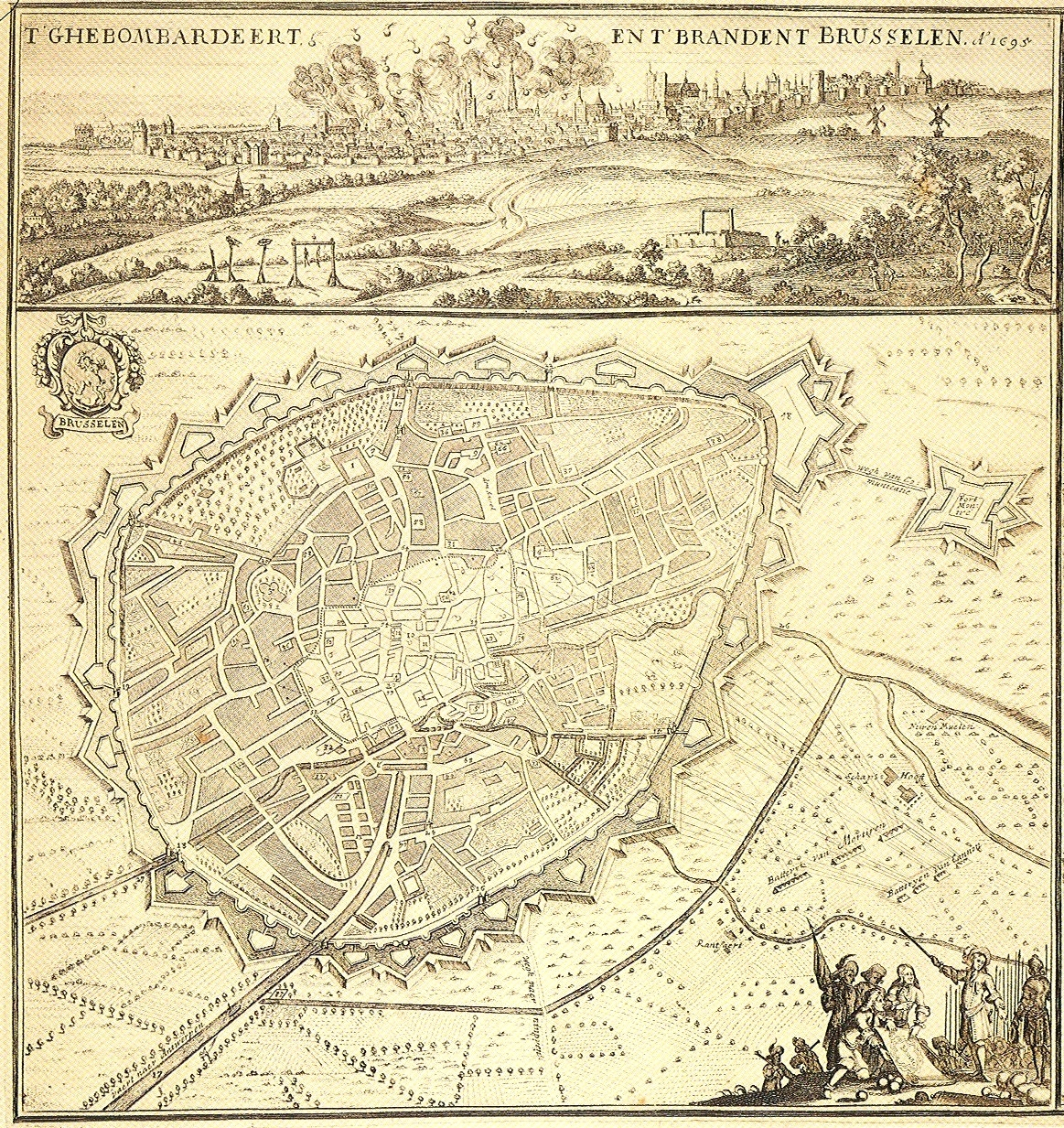
Bombardement de Bruxelles de 1695. Les fortifications tracées à l'italienne comprenaient des bastions à chaque angle saillant couverts par des demi-lunes et des ouvrages à cornes.

Un autre facteur qui contribua au manque d'actions décisives était la nécessité de combattre pour sécuriser les ressources. Les armées devaient se soutenir elles-mêmes en taxant les populations locales d'un territoire neutre ou hostile. Soumettre une zone à l'impôt était jugé plus important que la poursuite d'une armée en déroute pour la détruire. Il s'agissait principalement de préoccupations économiques et financières qui dessinaient le rythme des campagnes militaires, car les armées combattaient pour durer plus longtemps que leur adversaire dans une guerre d'attrition. La seule bataille réellement décisive de la guerre fut la bataille de la Boyne lorsque Guillaume III écrase les forces de Jacques II et remporte le contrôle des îles Britanniques. À la différence de l'Irlande, les guerres continentales de Louis XIV servaient de base à des négociations politiques et ne dictaient pas une solution.
L'introduction du fusil à silex fut l'une des grandes avancées militaires de la fin du XVIIe siècle. La platine à silex offrait une plus grande cadence de tir et une précision accrue par rapport aux encombrants mousquets à mèche. Mais l'adoption du fusil ne fut pas universelle. Jusqu'en 1697, seuls trois soldats de l'Alliance sur cinq en possédaient ; les troupes françaises de deuxième ligne utilisèrent la platine à mèche jusqu'en 1703. Ces armes furent encore améliorées avec le développement de la baïonnette à tenon. Son ancêtre, la baïonnette-bouchon, fixée dans le canon de l'arme, empêchait de tirer et était longue à mettre en place et encore plus longue à retirer. La baïonnette à tenon se plaçait sous l'affut de l'arme avec un simple tenon et transformait le fusil en une courte pique pouvant néanmoins tirer. Les inconvénients de la pique devinrent évidents : à la bataille de Fleurus en 1690, les bataillons allemands, uniquement équipés de mousquets, repoussèrent les attaques de la cavalerie française plus efficacement que les unités équipées de la traditionnelle pique. De la même manière, Catinat abandonna ses piques avant d'entamer sa campagne en Savoie.

### Développements maritimes

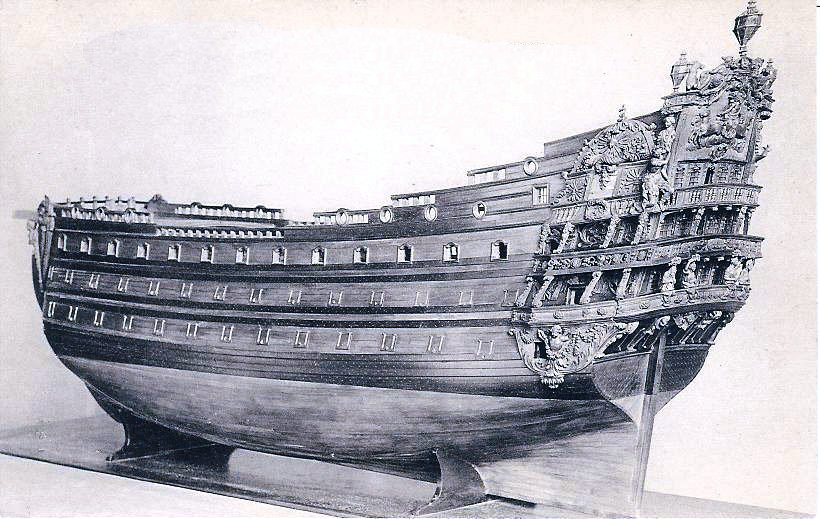
Le Soleil Royal français.

En 1688 les plus puissantes marines de guerre étaient les marines française, anglaise et hollandaise ; les flottes espagnole et portugaise avaient connu un sérieux déclin au cours du XVIIe siècle. Les plus grands navires français étaient le Soleil Royal et le Royal Louis. Ces deux navires emportaient chacun 104 canons mais étaient difficiles à utiliser. Le premier fut coulé lors de la bataille de la Hougue et le second dépérit dans un port avant d'être vendu en 1694. Les navires français étaient au moins aussi bien conçus que leurs homologues hollandais et anglais. Cependant, la Royal Navy commença à introduire la barre à roue sur ses navires, ce qui améliorait considérablement leurs performances, particulièrement par gros temps. La marine française n'adopta pas la barre avant les années 1710.
Lors des batailles navales les navires en ligne de bataille s'échangeaient des bordées de canons ; des brûlots étaient également utilisés mais étaient plus efficaces contre des cibles immobiles, tandis que les nouvelles bombardes permettaient de bombarder les côtes. Comme sur terre, les batailles étaient rarement décisives et il était quasiment impossible d'infliger suffisamment de dommages à la flotte adverse pour remporter une victoire définitive. Les succès ne dépendaient pas seulement de l'habileté tactique mais aussi du strict poids du nombre. La France était donc désavantagée, car comme sa flotte de commerce n'était pas aussi développée que celle des Anglais et des Hollandais, elle ne pouvait donc pas compter sur un grand nombre de marins expérimentés en cas de conflit. De plus, Louis XIV devait concentrer ses ressources sur l'armée aux dépens de la flotte, ce qui permit aux Hollandais et surtout aux Anglais de surpasser le rythme de construction français. Pour Louis XIV, la flotte était une extension de son armée dont le rôle le plus important était de protéger les côtes françaises d'une invasion ennemie. Il utilisait sa marine pour soutenir les opérations terrestres et amphibies ou pour bombarder les cibles côtières, ce qui détournait les ressources adverses et facilitait ses opérations sur le continent.
Une fois que les Alliés eurent obtenu la supériorité navale, les Français jugèrent plus prudent de ne pas chercher à s'y opposer. Au début de la guerre la flotte française comprenait 118 navires classés sur un total de 295 navires de tout type. À la fin de la guerre, elle possédait 137 navires classés. Par comparaison, la flotte anglaise commença la guerre avec 173 navires de tout type et la termina avec 323. Entre 1694 et 1697 la France construisit 19 navires de guerre contre 58 pour les Anglais et 22 pour les Hollandais. Par conséquent, les puissances maritimes construisaient quatre fois plus de navires que la France.

### Sources et bibliographie
- Lucien Bély (dir.), Dictionnaire Louis XIV, Paris, éditions Robert Laffont, coll. « Bouquins », 2015, 1405 p. (ISBN 978-2-221-12482-6).
- (en) Philip Aubrey, The Defeat of James Stuart's Armada 1692, Leicester University Press, 1979 (ISBN 0-7185-1168-9).
- (en) J. S. Bromley, The New Cambridge Modern History, vol. VI : The Rise of Great Britain and Russia 1688–1725, Cambridge University Press, 1971 (ISBN 0-521-07524-6).
- (en) David G. Chandler, The Art of Warfare in the Age of Marlborough, Spellmount Limited, 1990 (ISBN 0-946771-42-1).
- (en) John Childs, The Nine Years' War and the British Army, Manchester University Press, 1991 (ISBN 0-7190-3461-2).
- (en) John Childs, Warfare in the Seventeenth Century, Cassell, 2003 (ISBN 0-304-36373-1).
- (en) William Doyle, Short Oxford History of France – Old Regime France, Oxford University Press, 2001 (ISBN 0-19-873129-9).
- (en) Henry William Elson, History of the United States of America, vol. 1, The MacMillan Company, 1908.
- (en) John Kinross, The Boyne and Aughrim : The War of the Two Kings, The Windrush Press, 1998 (ISBN 1-900624-07-9).
- (en) John A. Lynn, The Wars of Louis XIV : 1667–1714, Longman, 1999 (ISBN 0-582-05629-2).
- (en) Derek McKay, Prince Eugene of Savoy, Thames and Hudson Ltd, 1977 (ISBN 0-500-87007-1).
- (en) Derek McKay et H. M. Scott, The Rise of the Great Powers : 1648–1815, Longman, 1984 (ISBN 0-582-48554-1).
- (en) John Miller, James II, Yale University Press, 2000 (ISBN 0-300-08728-4).
- (en) N.A.M. Rodger, The Command of the Ocean : A Naval History of Britain 1649–1815, Penguin, 2006 (ISBN 0-14-102690-1).
- (en) Guy Rowlands, « Louis XIV, Vittorio Amedeo II and French Military Failure in Italy, 1689–1696 », The English Historical Review, no 115(462),‎ 2000, p. 534-569.
- (en) Brendan Simms, Three Victories and a Defeat : The Rise and Fall of the First British Empire, Penguin, 2008 (ISBN 978-0-14-028984-8).
- (en) John Spielman, Léopold I of Austria, Thames and Hudson Ltd, 1977 (ISBN 0-500-87005-5).
- (en) Christopher Storrs, War, Diplomacy and the Rise of Savoy, 1690–1720, Cambridge University Press, 1999 (ISBN 0-521-55146-3).
- (en) Geoffrey Symcox, War, Diplomacy, and Imperialism : 1618–1763, Harper & Row, 1973 (ISBN 0-06-139500-5).
- (en) Alan Taylor, American Colonies : The Settling of North America, Penguin, 2002 (ISBN 0-14-200210-0).
- (en) John B. Wolf, The Emergence of the Great Powers : 1685–1715, Harper & Row, 1962 (ISBN 0-06-139750-4).
- (en) John B. Wolf, Louis XIV, Panther Books, 1970 (ISBN 0-586-03332-7).